# Batailles gravées sur l'arc de triomphe de l'Étoile
Cet article présente la liste des noms des 158 batailles gravées sur l'arc de triomphe de l'Étoile à Paris, qui ont été menées par la Première République et le Premier Empire entre 1792 et 1815 :
- Sur les faces intérieures des grandes arcades sont gravés les noms de 96 batailles (24 sur chacun des quatre piliers).
- Sur les faces intérieures des petites arcades sont gravés les noms de 32 batailles (8 sur chacun des quatre piliers). Elles sont regroupées en deux paires de quatre noms, réparties sur deux colonnes de part et d'autre des tableaux des personnalités.
- Sur les boucliers de l'attique sont regroupés les noms des 30 plus grandes batailles (11 sur chacun des deux grands côtés et 4 sur chacun des deux petits).

Par ailleurs, certaines de ces batailles ont été représentées en bas-relief sur les faces intérieures et extérieures du monument :
- Sur les faces intérieures des petites arcades, quatre bas-reliefs indiquent les noms de 16 batailles (6 sur le bas-relief du pilier nord, 4 sur les bas-reliefs des piliers est et sud, 2 sur le bas-relief du pilier ouest).
- Sur les quatre faces extérieures, cinq batailles sont représentées en bas-relief (2 face à l'avenue de la Grande-Armée, 1 face à chacune des autres avenues).

Voir aussi la liste des noms gravés sous l'arc de triomphe de l'Étoile.

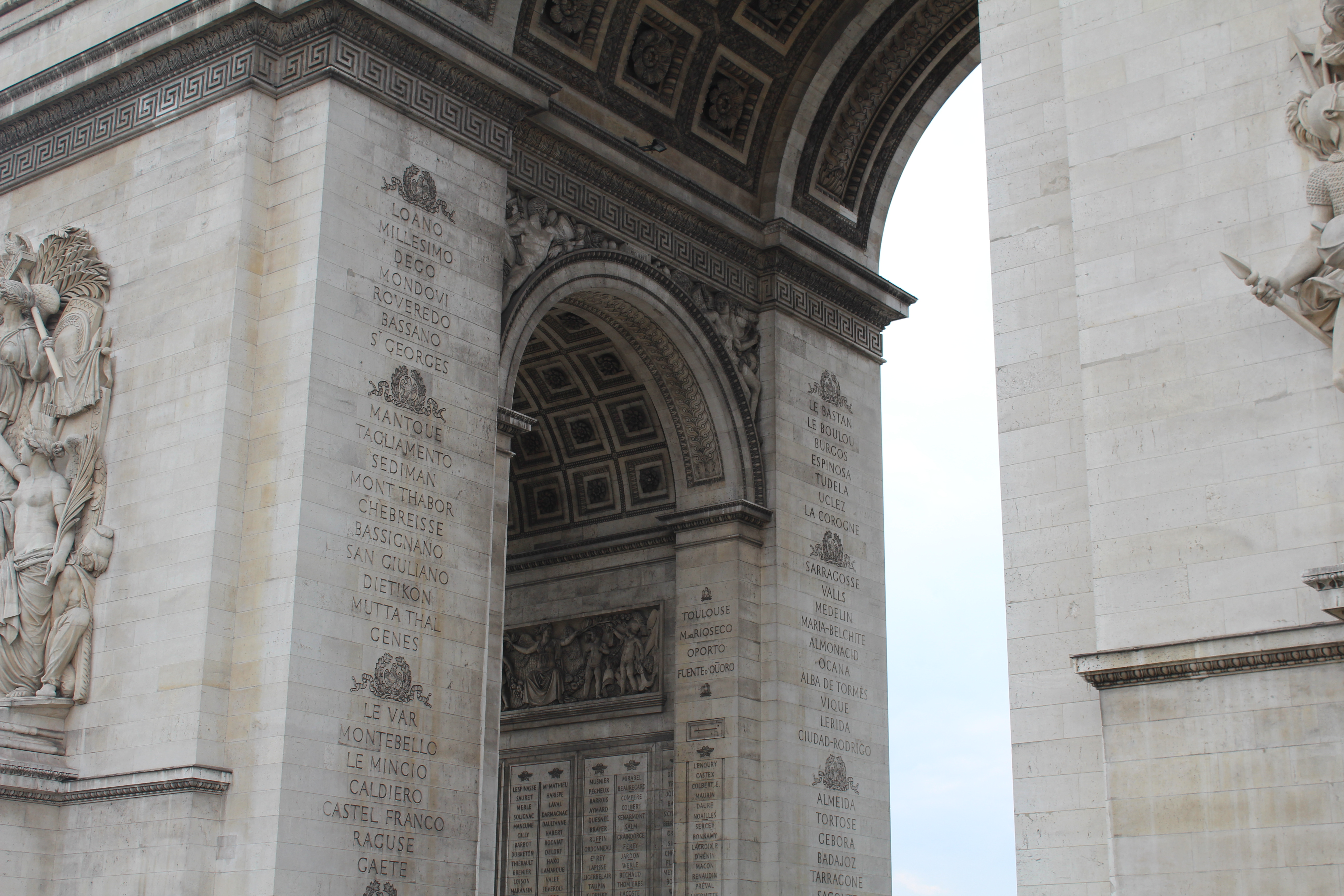
Grandes arcades 96 batailles.
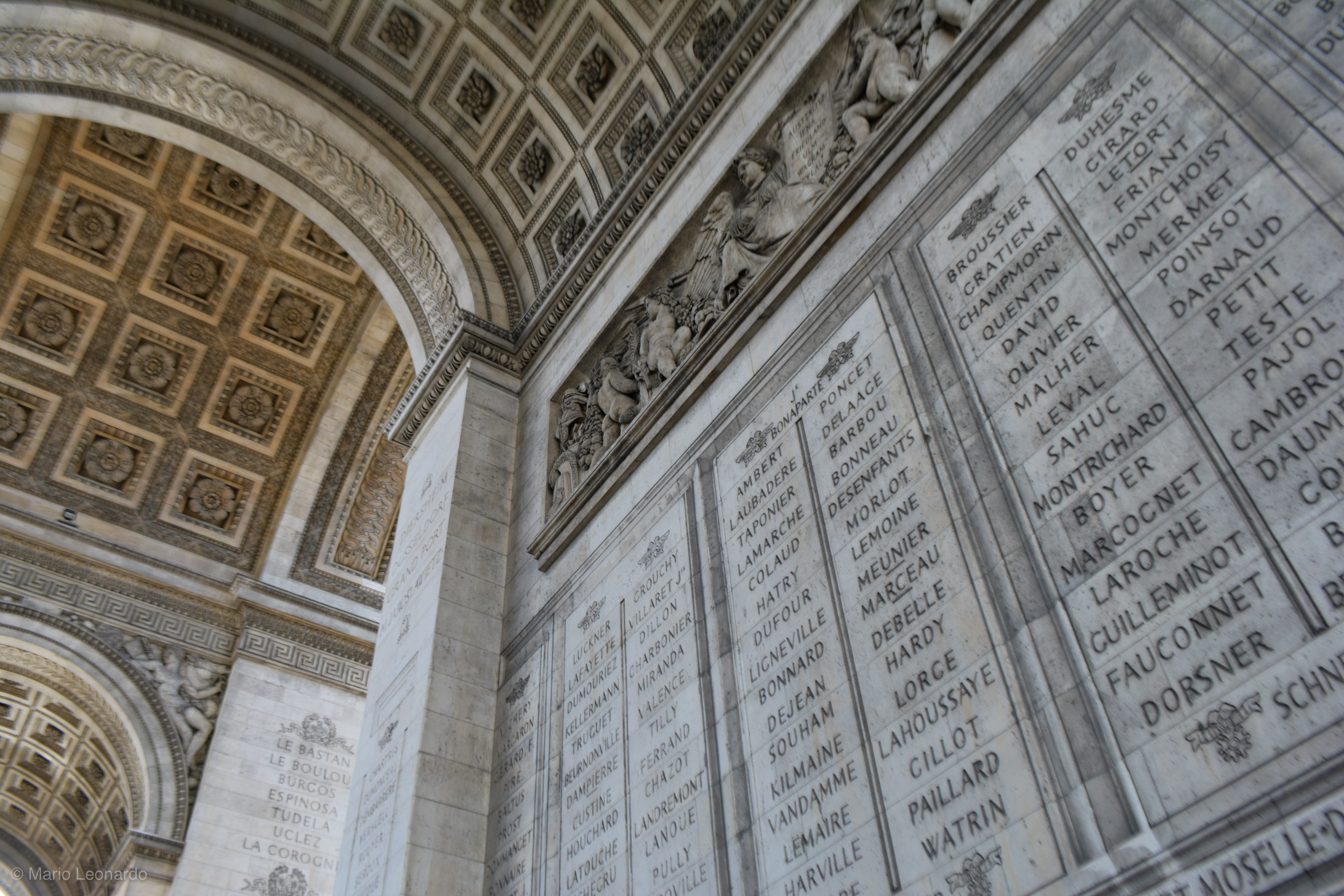
Petites arcades 32 batailles.
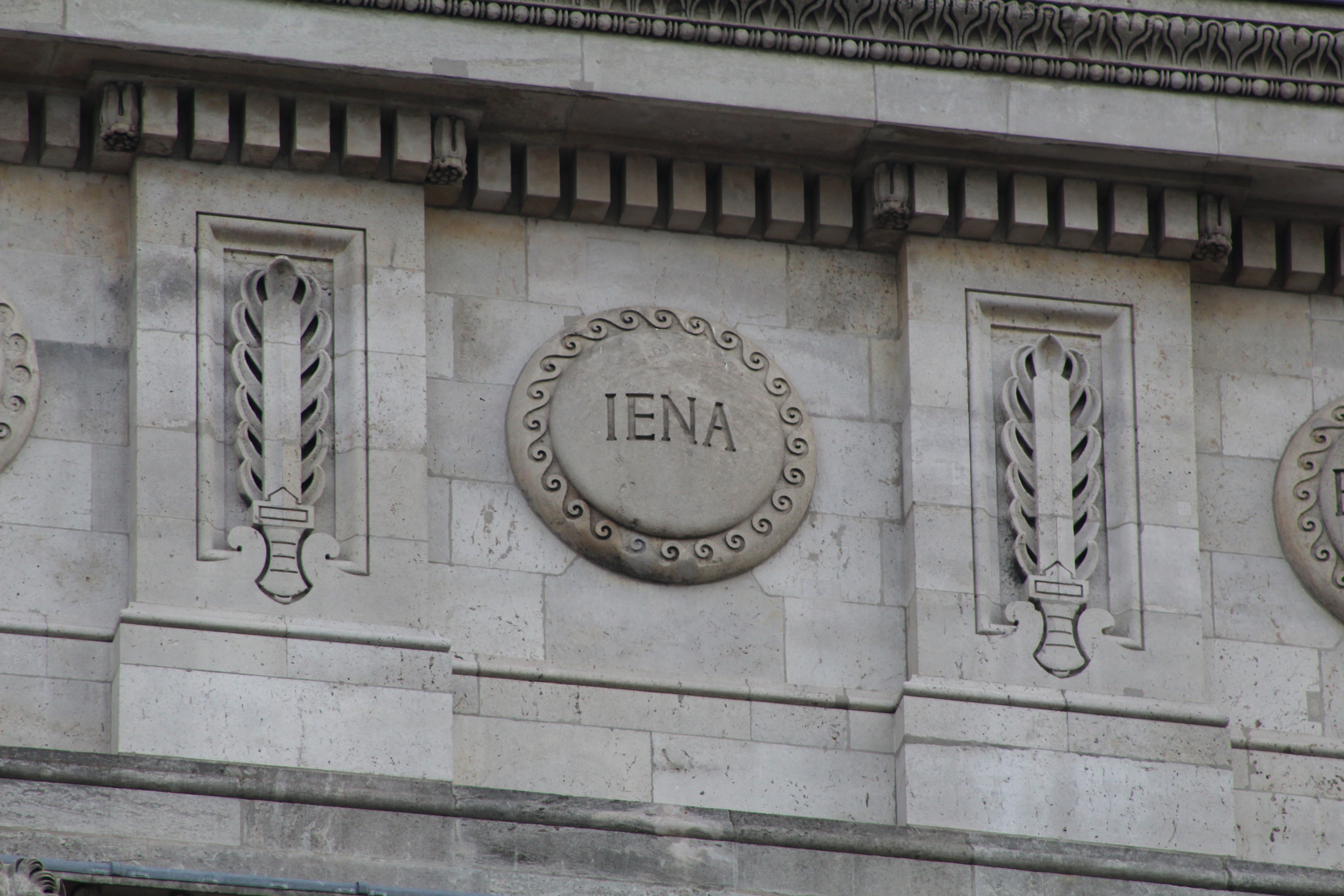
Boucliers de l'attique 30 batailles.
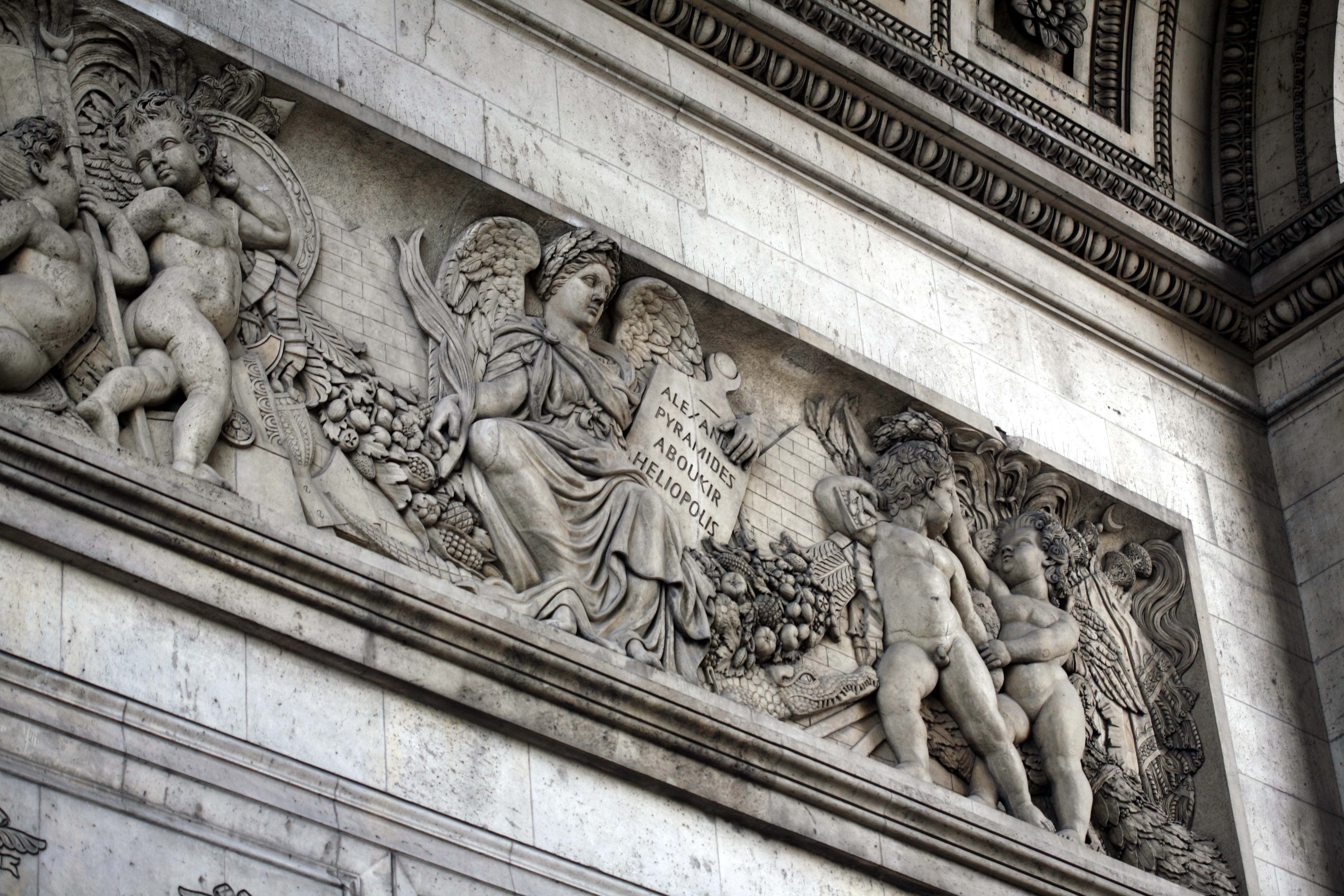
Bas-reliefs 16 batailles.

## Grandes arcades

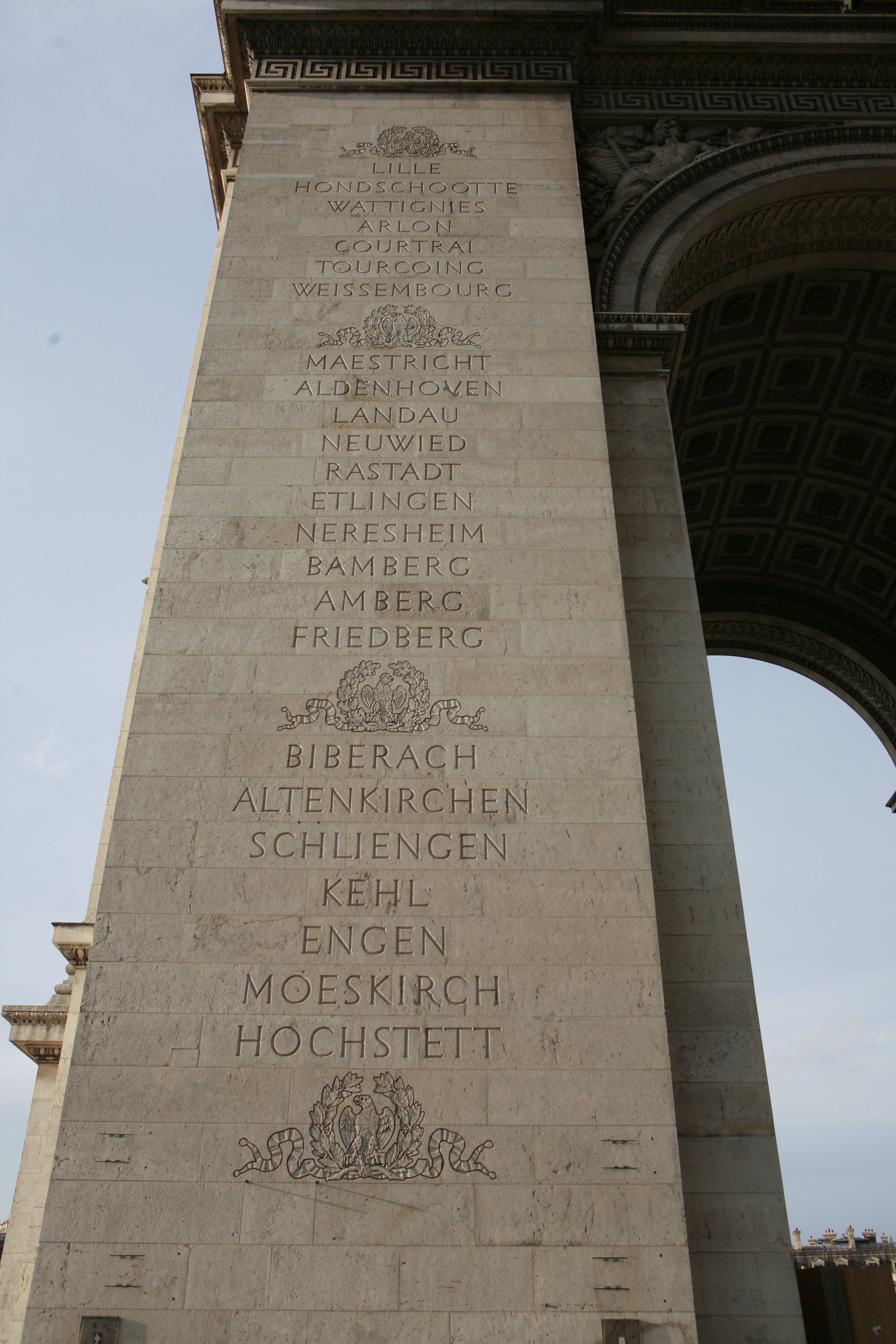
Pilier nord : Siège de Lille - Bataille de Höchstädt.
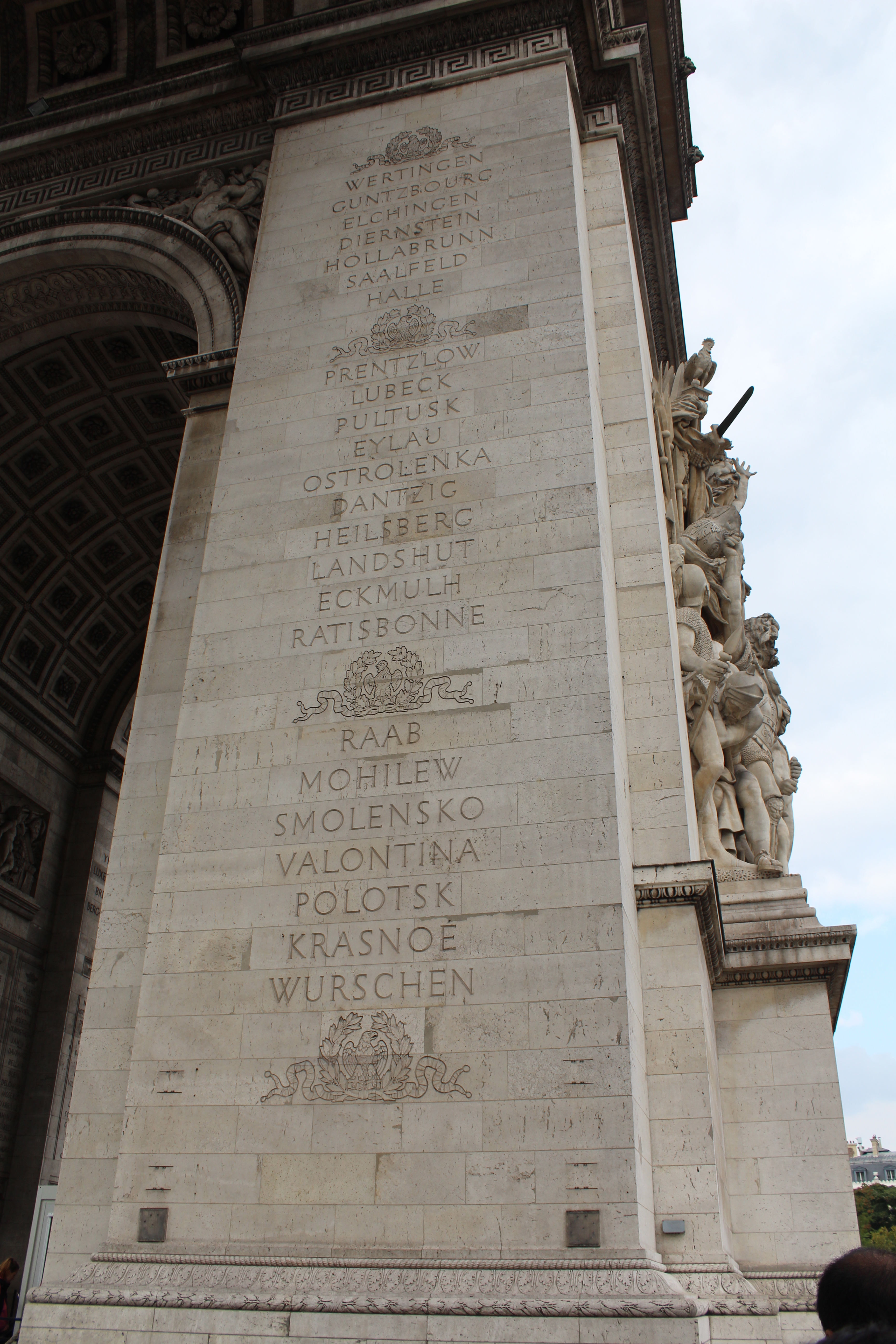
Pilier est : Bataille de Wertingen - Bataille de Bautzen.
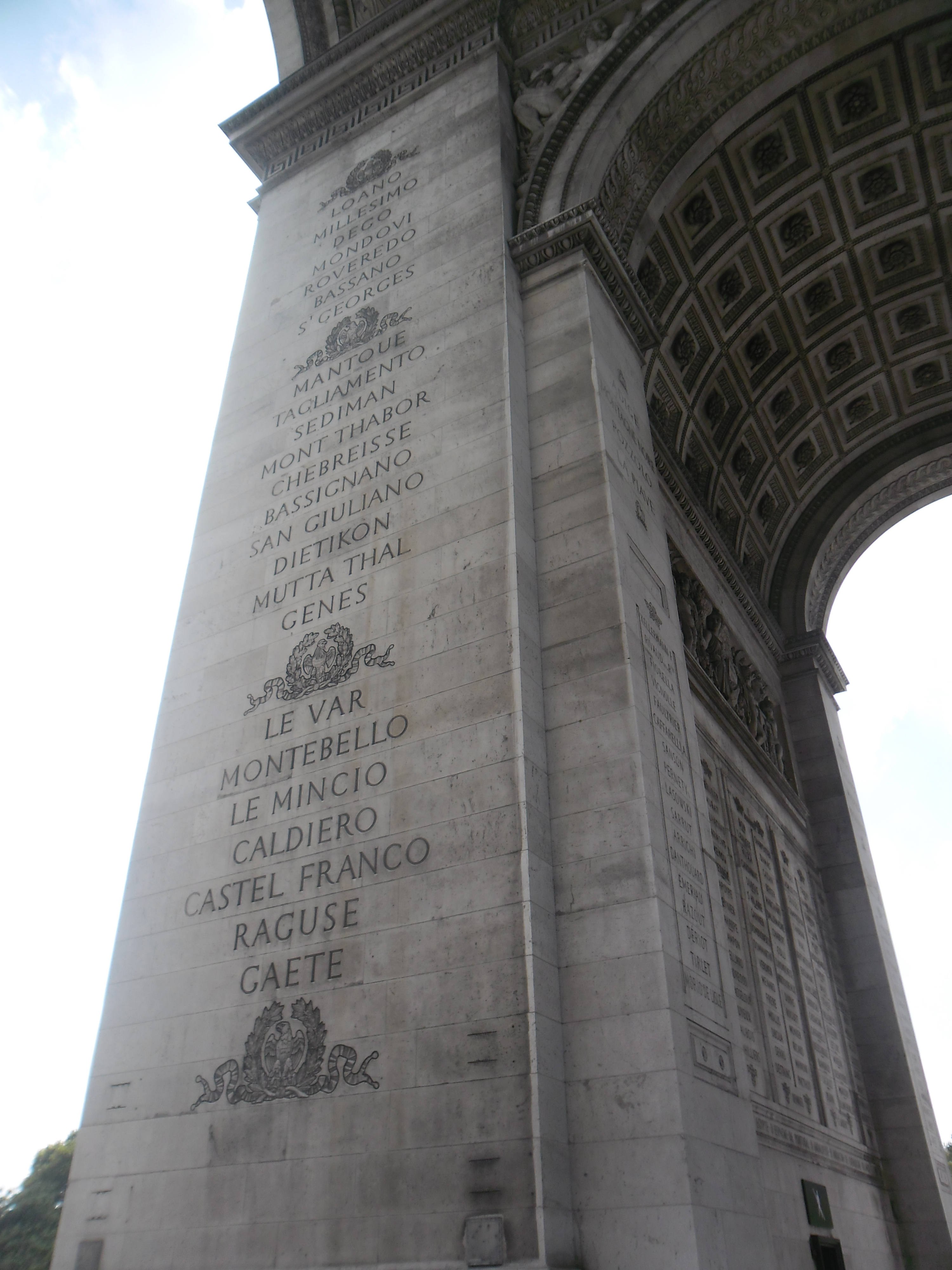
Pilier sud : Bataille de Loano - Siège de Gaète.
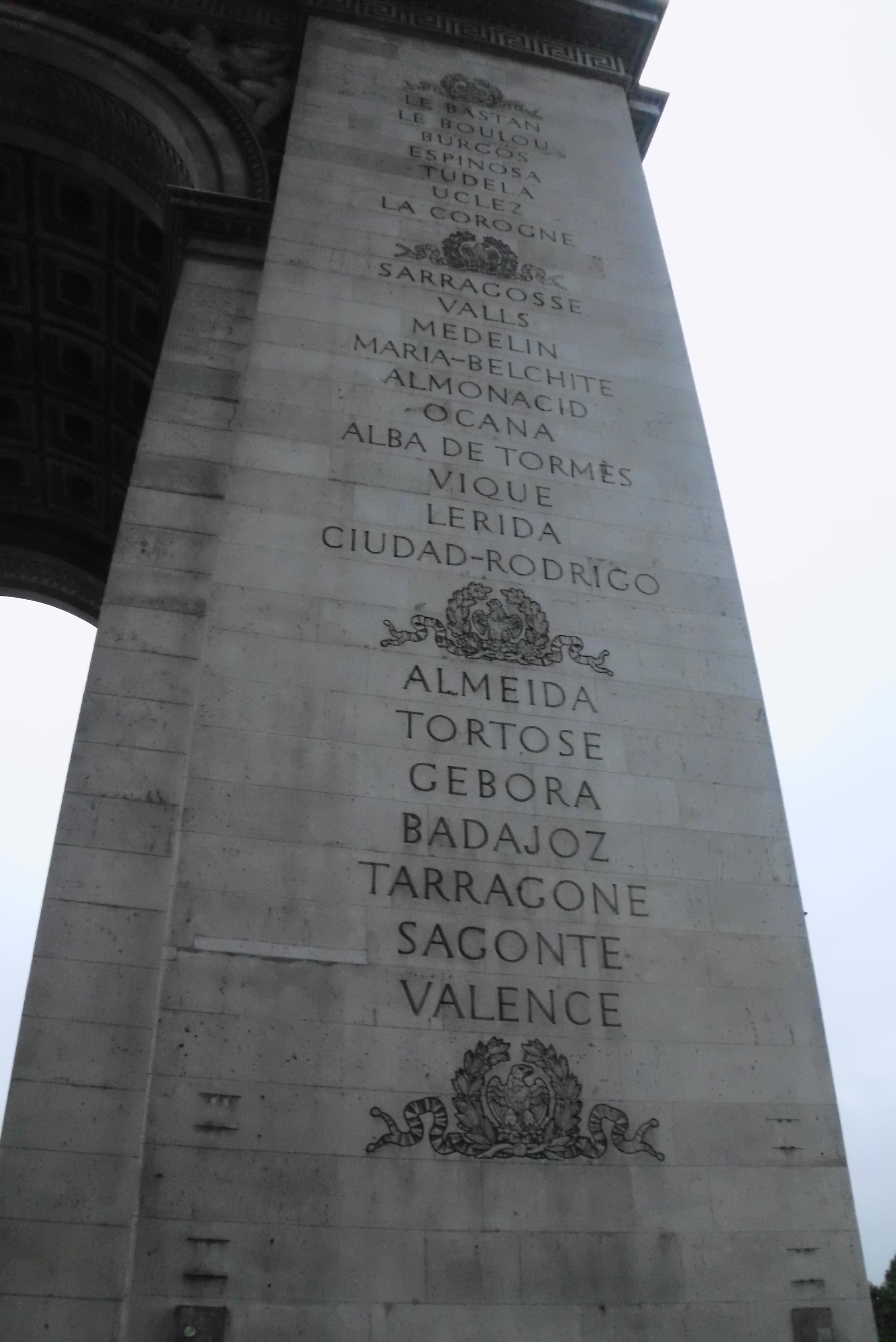
Pilier ouest : Combat de Bastan - Siège de Valence.

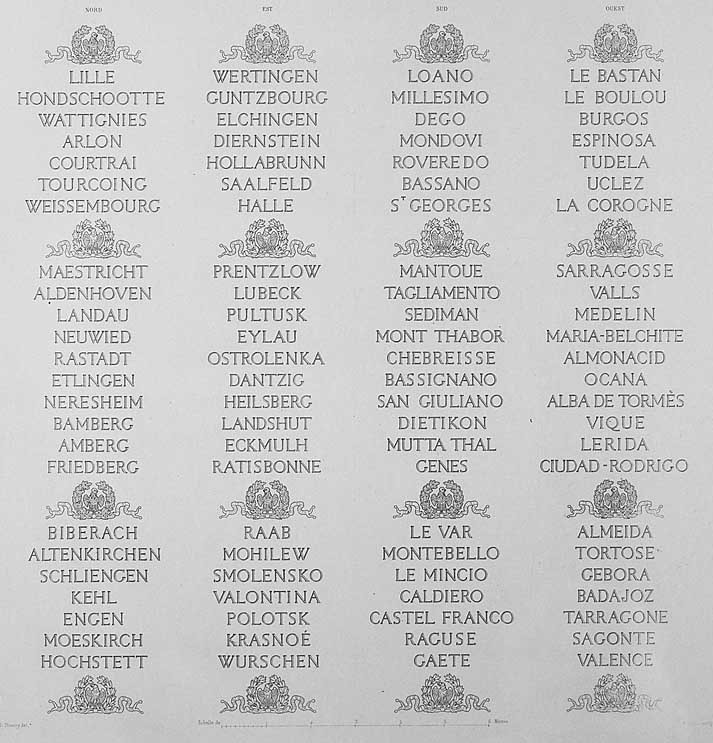
Liste des batailles gravées sous les grandes arcades du monument (24 sur chacun des quatre piliers).

|  | Pilier nord   |  | Pilier est |  | Pilier sud    |  | Pilier ouest   |  |
|  | ------------- |  | ---------- |  | ------------- |  | -------------- |  |
|  | •             |  | •          |  | •             |  | •              |  |
|  | LILLE         |  | WERTINGEN  |  | LOANO         |  | LE BASTAN      |  |
|  | HONDSCHOOTTE  |  | GUNTZBOURG |  | MILLESIMO     |  | LE BOULOU      |  |
|  | WATTIGNIES    |  | ELCHINGEN  |  | DEGO          |  | BURGOS         |  |
|  | ARLON         |  | DIERNSTEIN |  | MONDOVI       |  | ESPINOSA       |  |
|  | COURTRAI      |  | HOLLABRUNN |  | ROVEREDO      |  | TUDELA         |  |
|  | TOURCOING     |  | SAALFELD   |  | BASSANO       |  | UCLEZ          |  |
|  | WEISSEMBOURG  |  | HALLE      |  | ST GEORGES    |  | LA COROGNE     |  |
|  | •             |  | •          |  | •             |  | •              |  |
|  | MAESTRICHT    |  | PRENTZLOW  |  | MANTOUE       |  | SARAGOSSE      |  |
|  | ALDENHOVEN    |  | LUBECK     |  | TAGLIAMENTO   |  | VALLS          |  |
|  | LANDAU        |  | PULTUSK    |  | SEDIMAN       |  | MEDELLIN       |  |
|  | NEUWIED       |  | EYLAU      |  | MONT THABOR   |  | MARIA-BELCHITE |  |
|  | RASTADT       |  | OSTROLENKA |  | CHEBREISSE    |  | ALMONACID      |  |
|  | ETLINGEN (en) |  | DANTZIG    |  | BASSIGNANO    |  | OCANA          |  |
|  | NERESHEIM     |  | HEILSBERG  |  | SAN GIULIANO  |  | ALBA DE TORMÈS |  |
|  | BAMBERG       |  | LANDSHUT   |  | DIETIKON      |  | VIQUE          |  |
|  | AMBERG        |  | ECKMULH    |  | MUTTA THAL    |  | LERIDA         |  |
|  | FRIEDBERG     |  | RATISBONNE |  | GENES         |  | CIUDAD-RODRIGO |  |
|  | •             |  | •          |  | •             |  | •              |  |
|  | BIBERACH      |  | RAAB       |  | LE VAR        |  | ALMEIDA        |  |
|  | ALTENKIRCHEN  |  | MOHILEW    |  | MONTEBELLO    |  | TORTOSE        |  |
|  | SCHLIENGEN    |  | SMOLENSKO  |  | LE MINCIO     |  | GEBORA         |  |
|  | KEHL          |  | VALONTINA  |  | CALDIERO      |  | BADAJOZ        |  |
|  | ENGEN         |  | POLOTZK    |  | CASTEL FRANCO |  | TARRAGONE      |  |
|  | MOESKIRCH     |  | KRASNOÉ    |  | RAGUSE        |  | SAGONTE        |  |
|  | HOCHSTETT     |  | WURSCHEN   |  | GAETE         |  | VALENCE        |  |
|  | •             |  | •          |  | •             |  | •              |  |

## Petites arcades

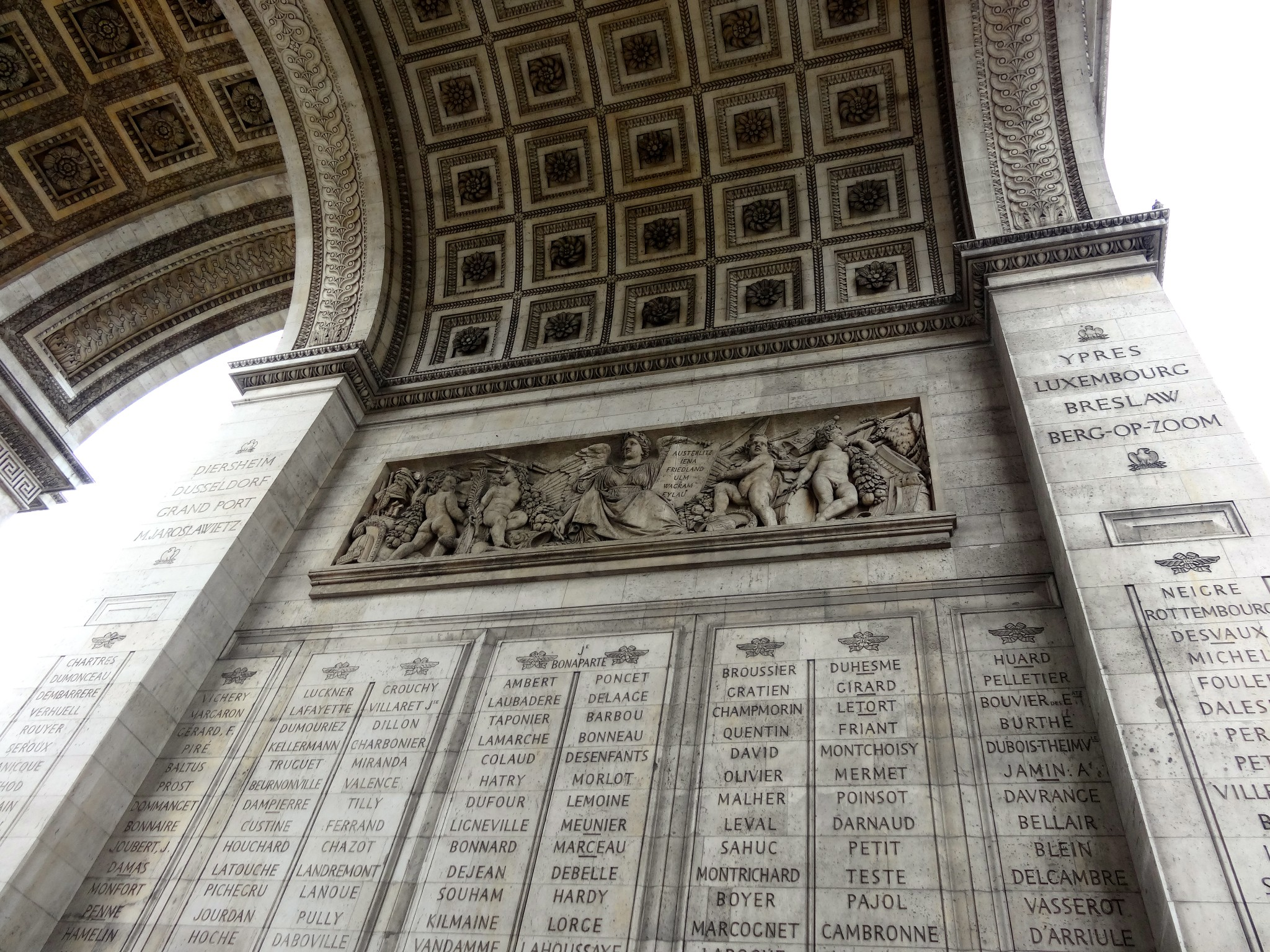
Pilier nord : Bataille de Diersheim - Défense de Berg-op-Zoom.
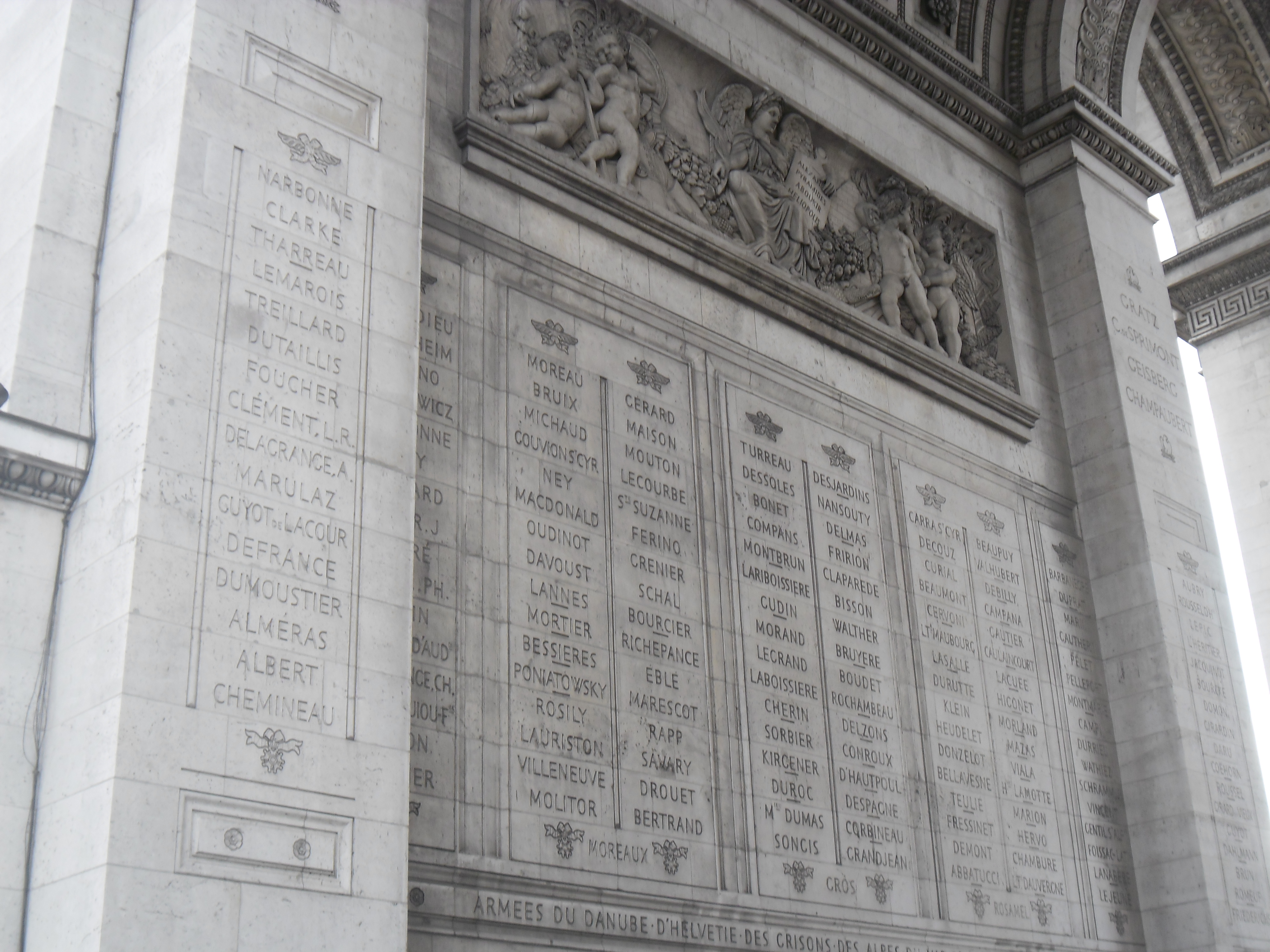
Pilier est : Siège de Jaffa - Bataille de Champaubert.
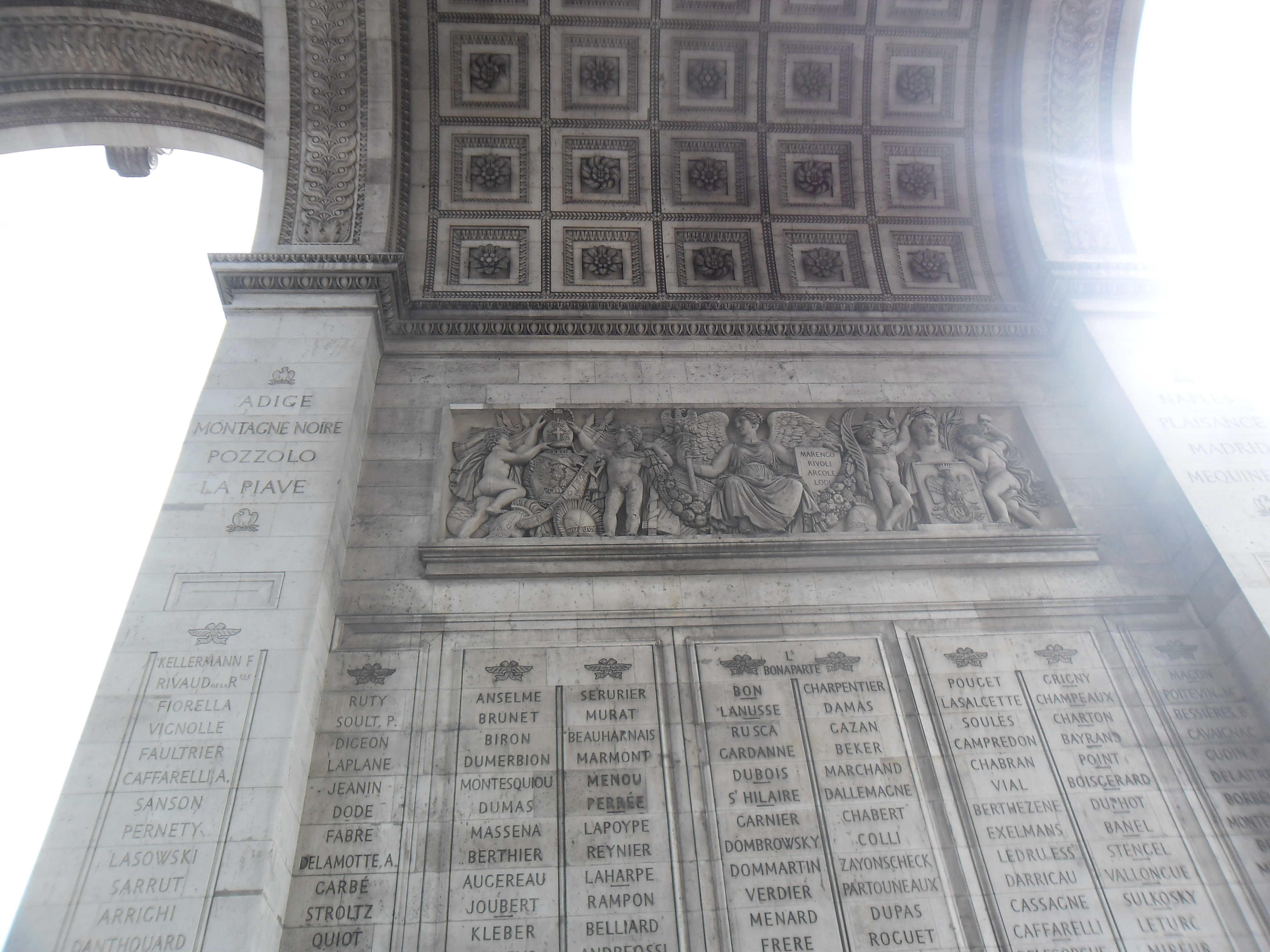
Pilier sud : Bataille de Vérone - Siège de Mequinenza.
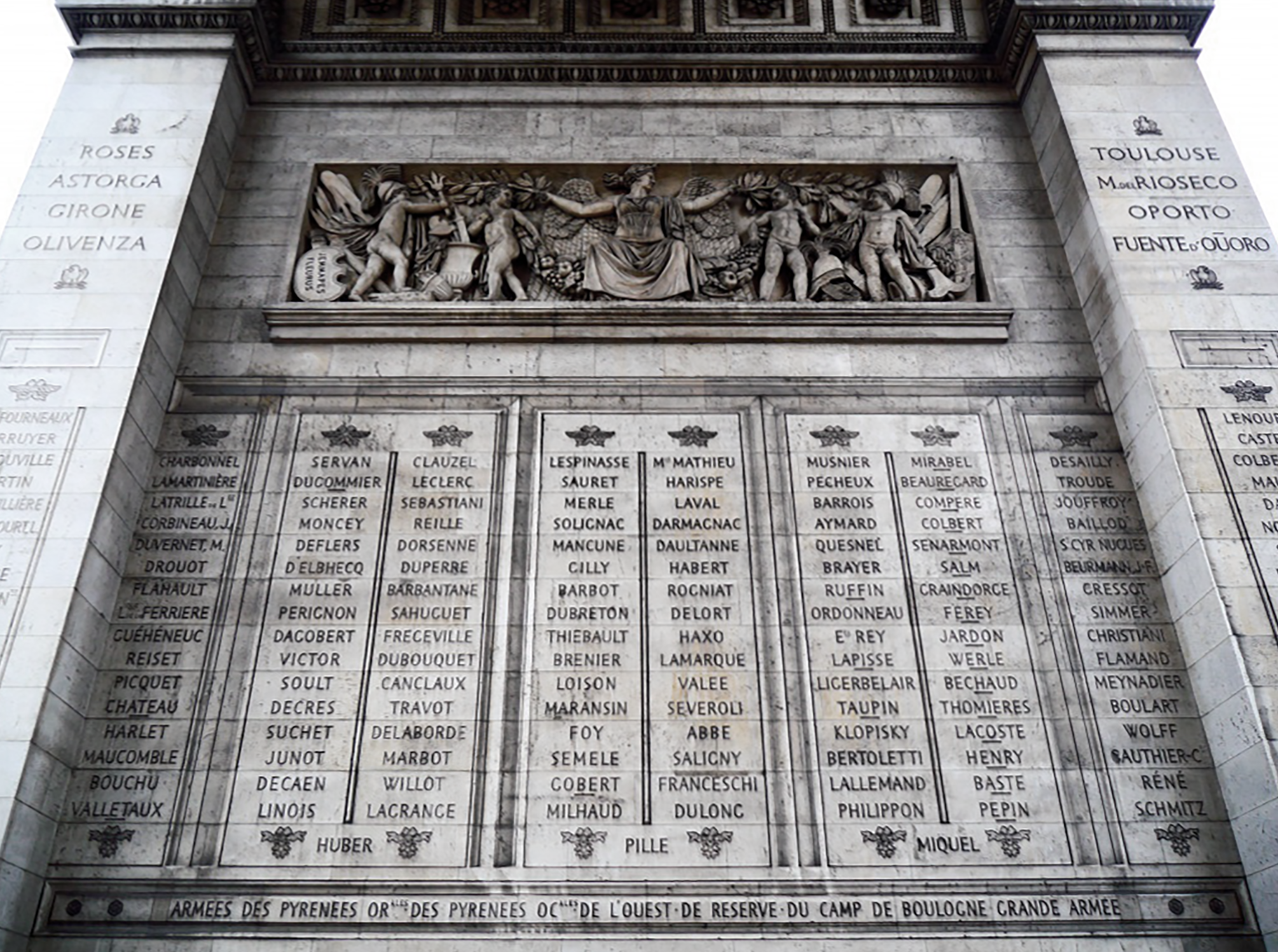
Pilier ouest : Siège de Roses - Bataille de Fuentes de Oñoro.

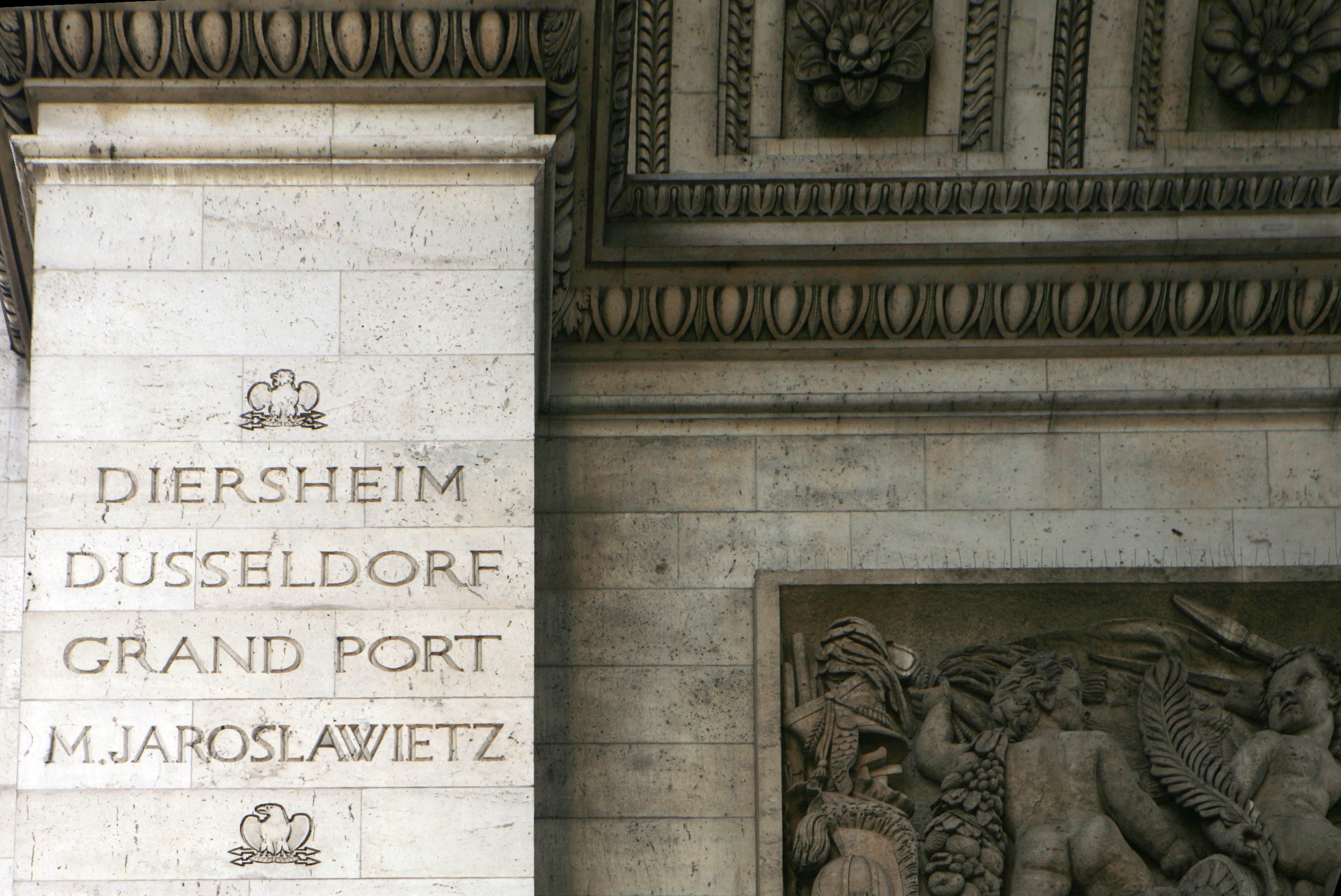
Les batailles de Diersheim, de Düsseldorf, du Grand Port et de Maloïaroslavets gravées sous l'une des petites arcades du monument (face intérieure du pilier nord, colonne gauche).

|  | Pilier nord    |  | Pilier est     |  | Pilier sud     |  | Pilier ouest   |  |
|  | -------------- |  | -------------- |  | -------------- |  | -------------- |  |
|  | •              |  | •              |  | •              |  | •              |  |
|  | Colonne gauche |  | Colonne gauche |  | Colonne gauche |  | Colonne gauche |  |
|  | DIERSHEIM      |  | JAFFA          |  | ADIGE          |  | ROSES          |  |
|  | DUSSELDORF     |  | PESCHIERA      |  | MONTAGNE NOIRE |  | ASTORGA        |  |
|  | GRAND PORT     |  | CAIRE          |  | POZZOLO        |  | GIRONE         |  |
|  | M.JAROSLAWIETZ |  | CAPRÉE         |  | LA PIAVE       |  | OLIVENZA       |  |
|  | •              |  | •              |  | •              |  | •              |  |
|  | Colonne droite |  | Colonne droite |  | Colonne droite |  | Colonne droite |  |
|  | YPRES (en)     |  | GRATZ          |  | NAPLES         |  | TOULOUSE       |  |
|  | LUXEMBOURG     |  | C. DE SPRIMONT |  | PLAISANCE      |  | M. DEL RIOSECO |  |
|  | BRESLAW        |  | GEISBERG       |  | MADRID         |  | OPORTO         |  |
|  | BERG-OP-ZOOM   |  | CHAMPAUBERT    |  | MEQUINENZA     |  | FUENTE D'OŨORO |  |
|  | •              |  | •              |  | •              |  | •              |  |

## Boucliers de l'attique

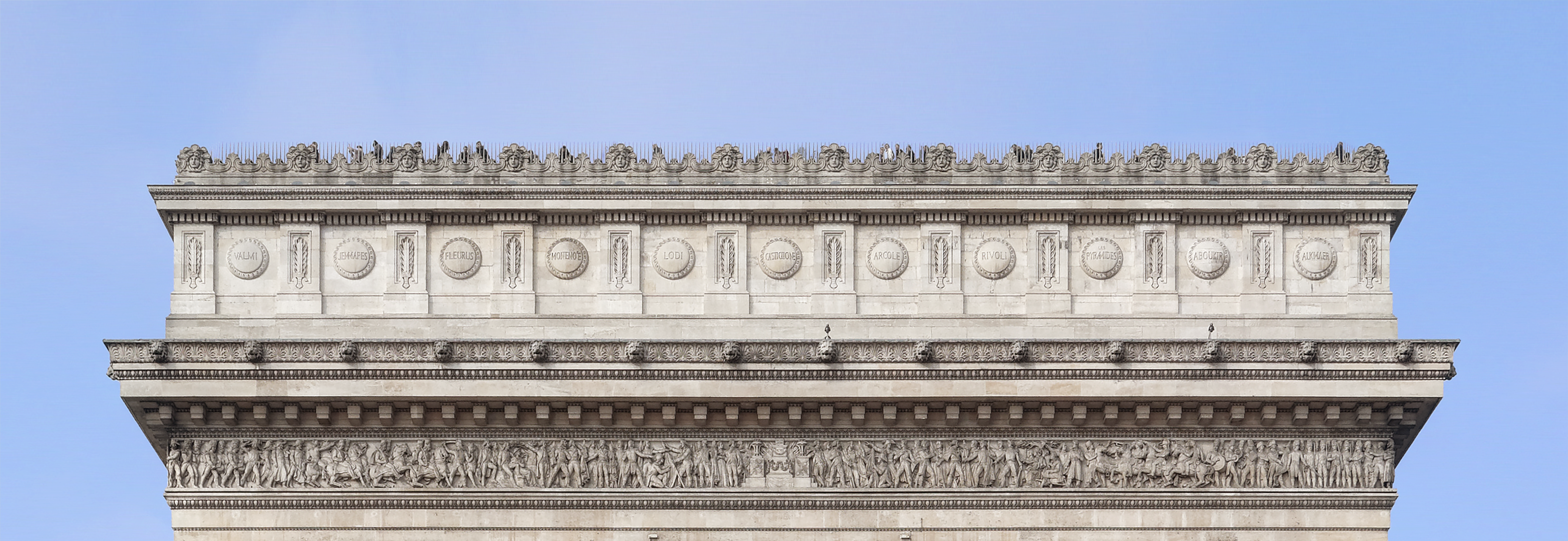
Avenue des Champs-Élysées : Bataille de Valmy - Bataille d'Alkmaer.
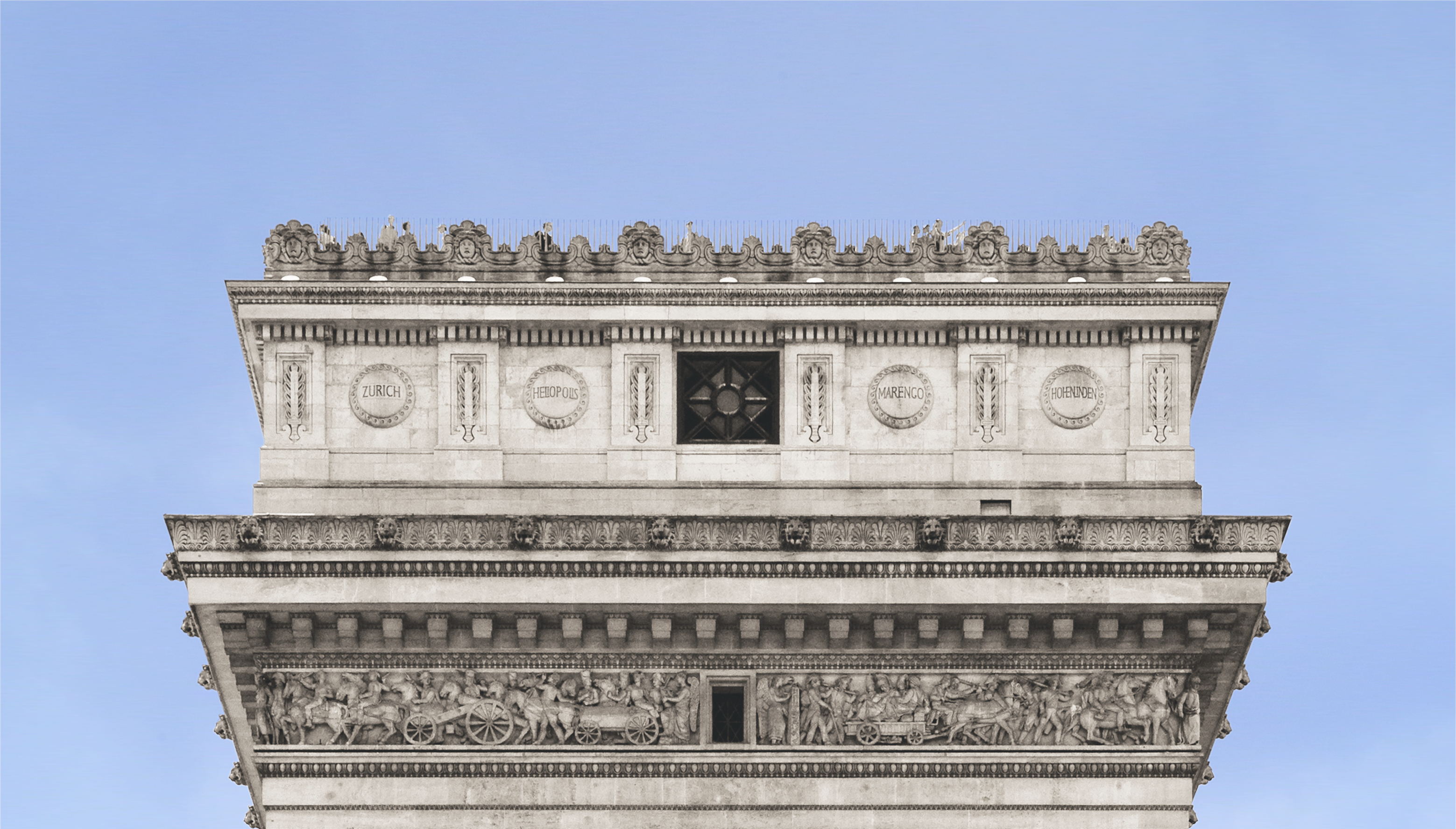
Avenue de Wagram : Bataille de Zurich - Bataille de Hohenlinden.
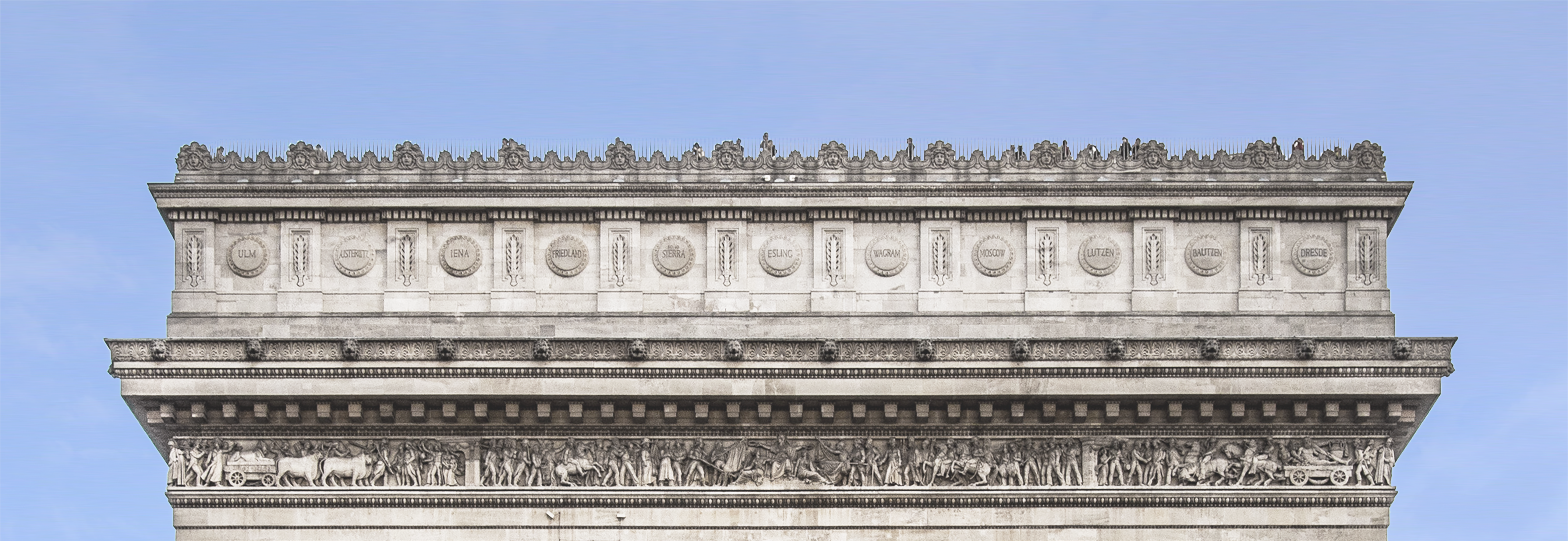
Avenue de la Grande-Armée : Bataille d'Ulm - Bataille de Dresde.
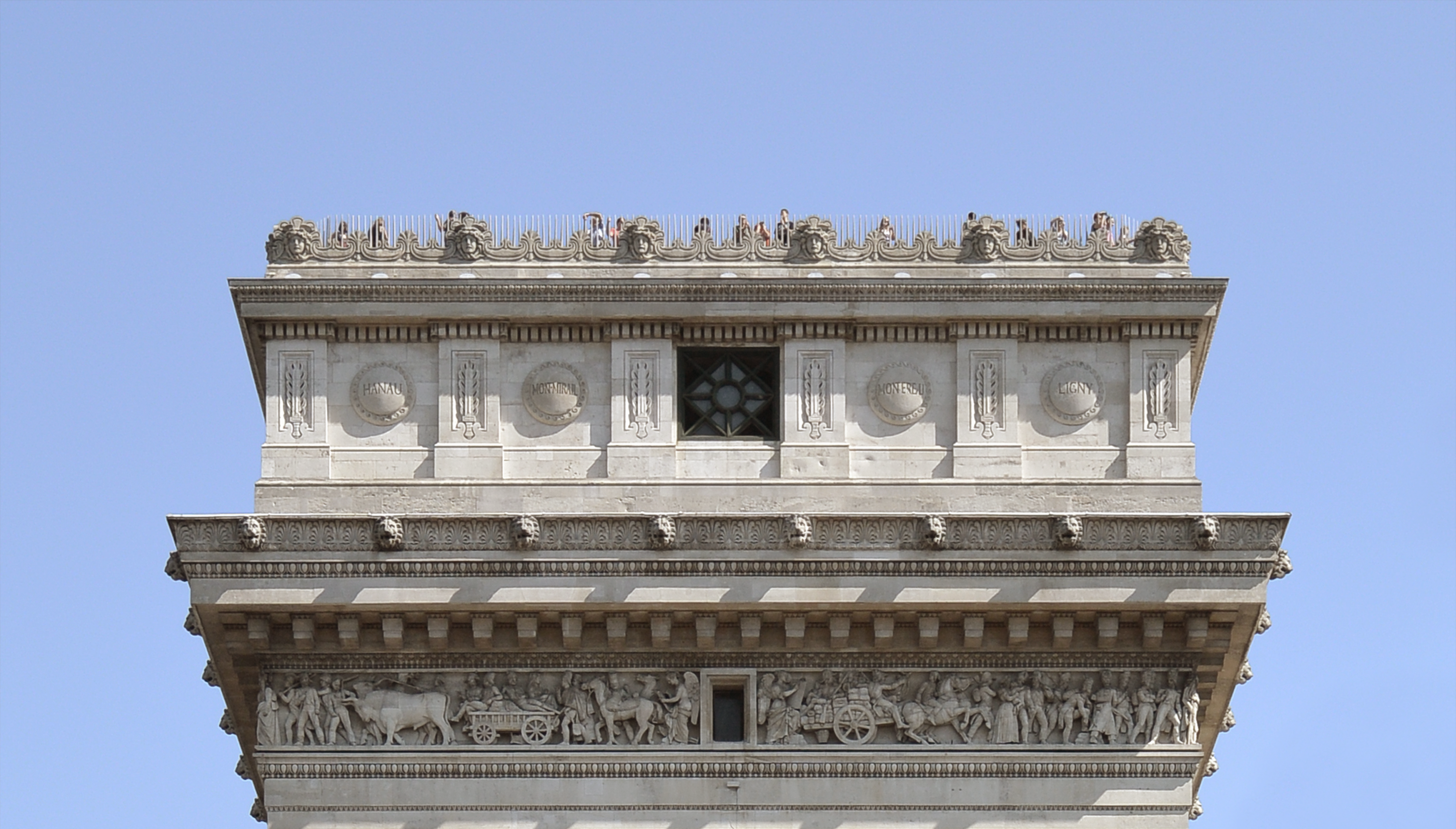
Avenue Kléber : Bataille de Hanau - Bataille de Ligny.

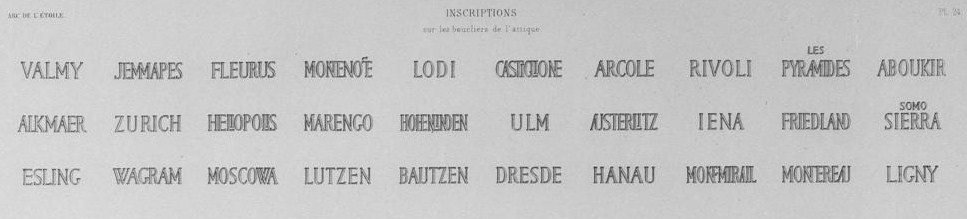
Liste des batailles gravées par ordre chronologique sur les boucliers de l'attique du monument (11 sur chacun des deux grands côtés et 4 sur chacun des deux petits).

|  | Avenue des Champs-Élysées |  |
|  | --- |  |
|  | VALMY ・ JEMMAPES ・ FLEURUS ・ MONTENOTTE ・ LODI ・ CASTIGLIONE ・ ARCOLE ・ RIVOLI ・ LES PYRAMIDES ・ ABOUKIR ・ ALKMAER |  |
|  | • |  |
|  | Avenue de Wagram |  |
|  | ZURICH ・ HELIOPOLIS ・ MARENGO ・ HOHENLINDEN                                                                               |  |
|  | • |  |
|  | Avenue de la Grande-Armée |  |
|  | ULM ・ AUSTERLITZ ・ IENA ・ FRIEDLAND ・ SOMO SIERRA ・ ESLING ・ WAGRAM ・ MOSKOWA ・ LUTZEN ・ BAUTZEN ・ DRESDE          |  |
|  | • |  |
|  | Avenue Kléber |  |
|  | HANAU ・ MONTMIRAIL ・ MONTEREAU ・ LIGNY                                                                                    |  |
|  | • |  |

## Bas-reliefs

### Bas-reliefs intérieurs

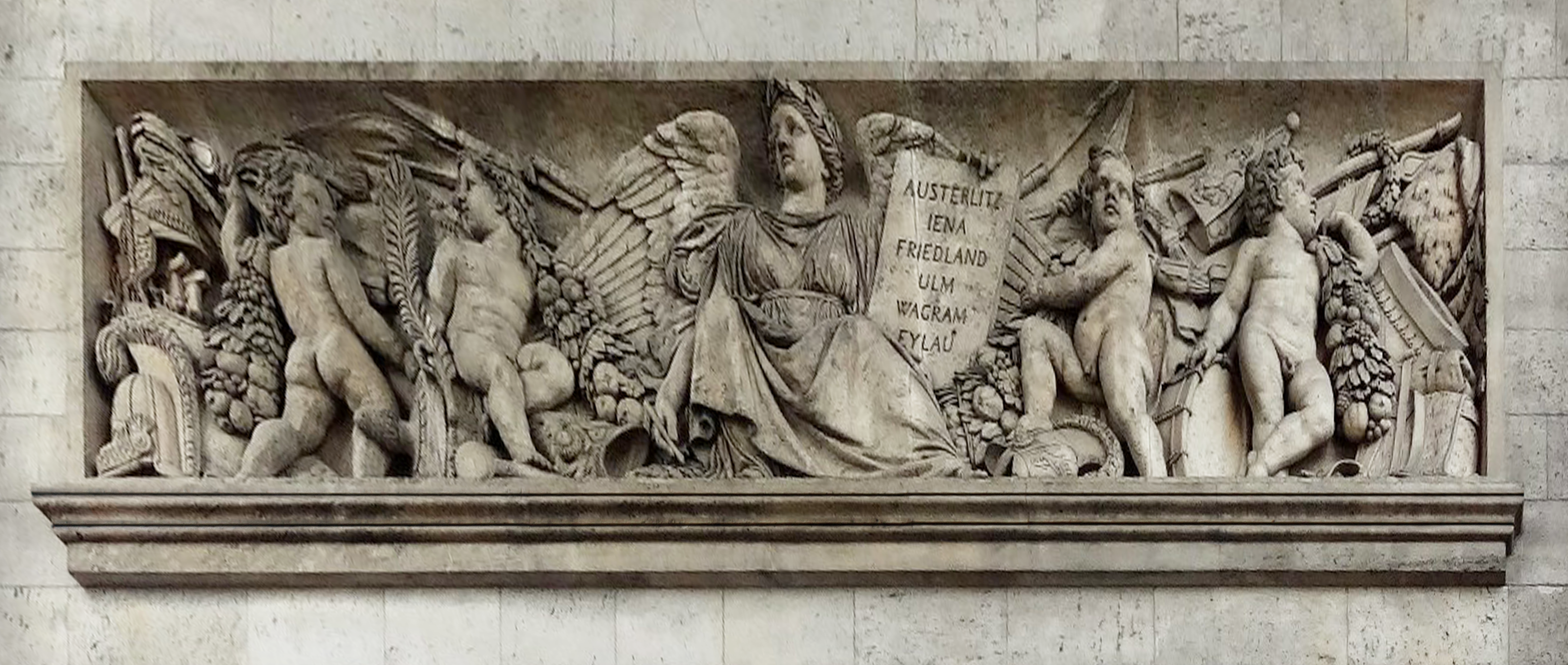
Pilier nord : Bataille d'Austerlitz - Bataille d'Eylau.
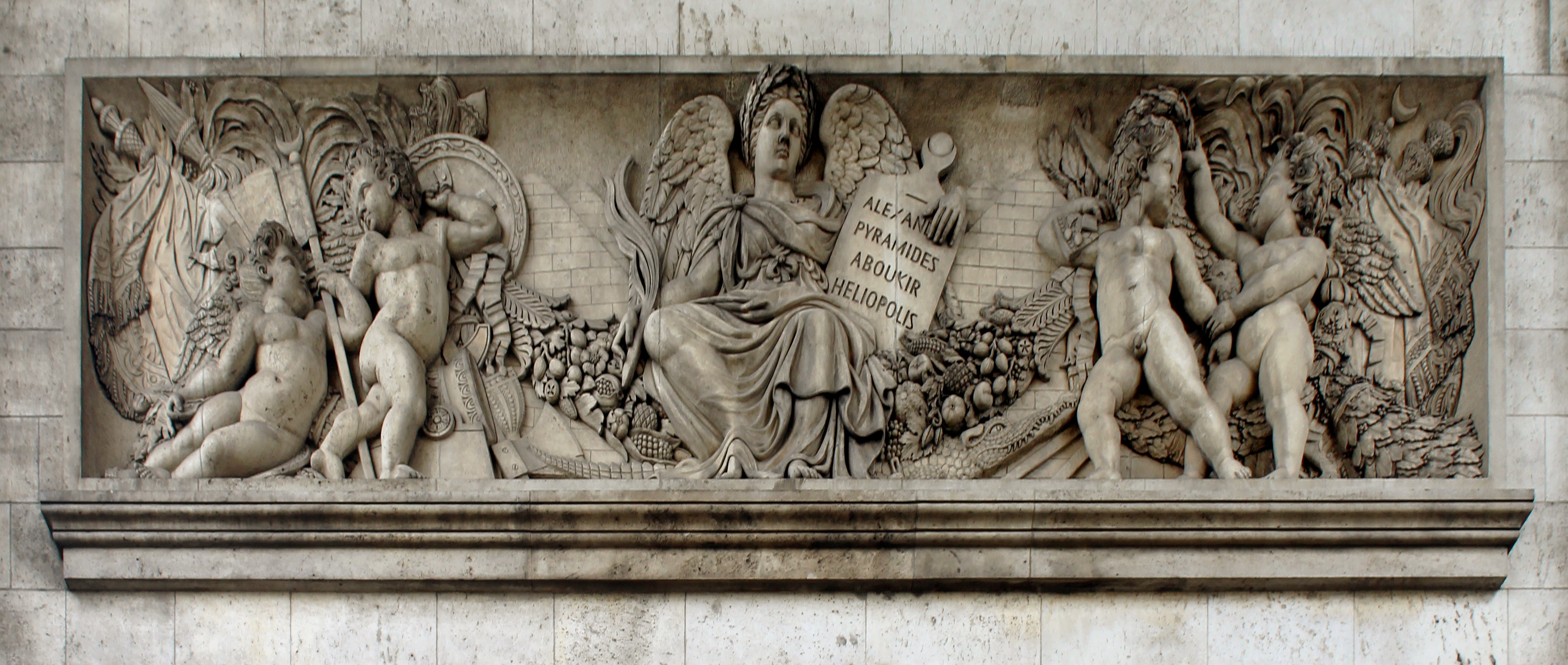
Pilier est : Prise d'Alexandrie - Bataille d'Héliopolis.
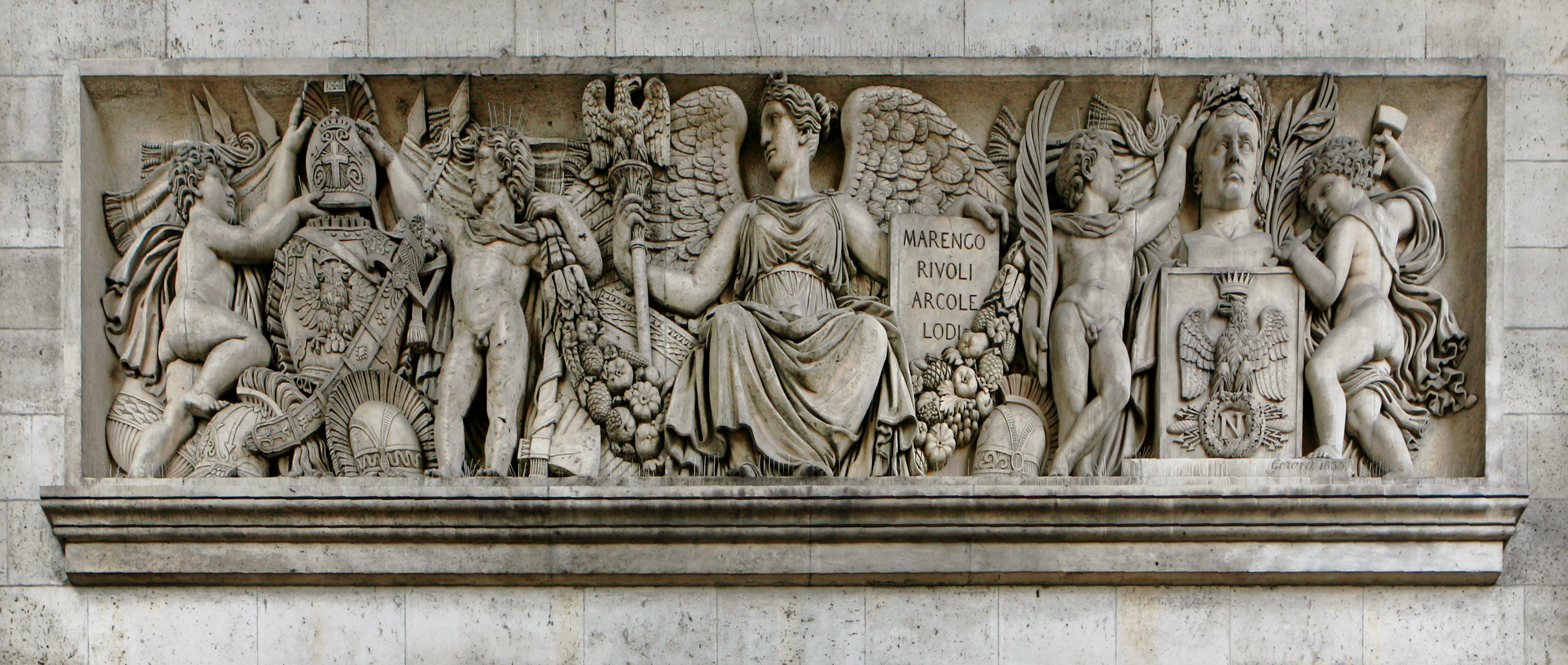
Pilier sud : Bataille de Marengo - Bataille du pont de Lodi.
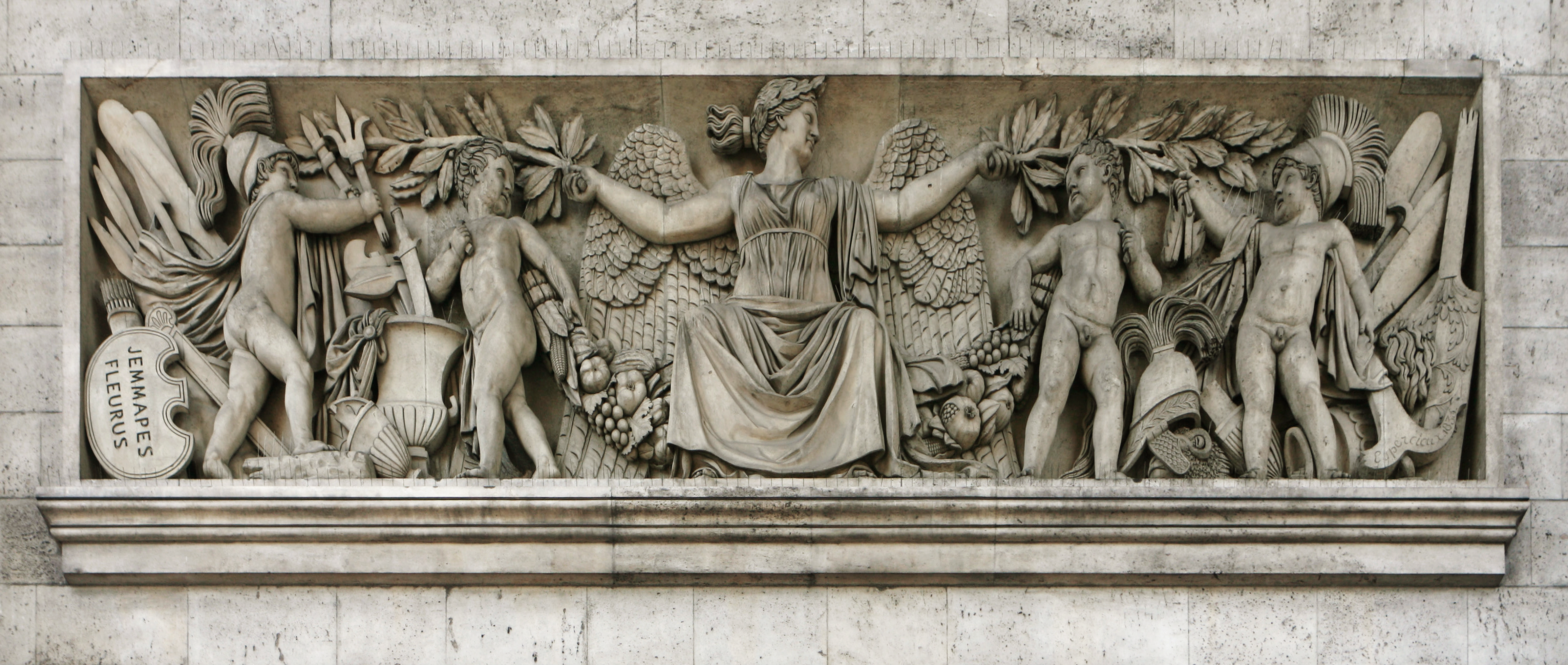
Pilier ouest : Bataille de Jemappes - Bataille de Fleurus.

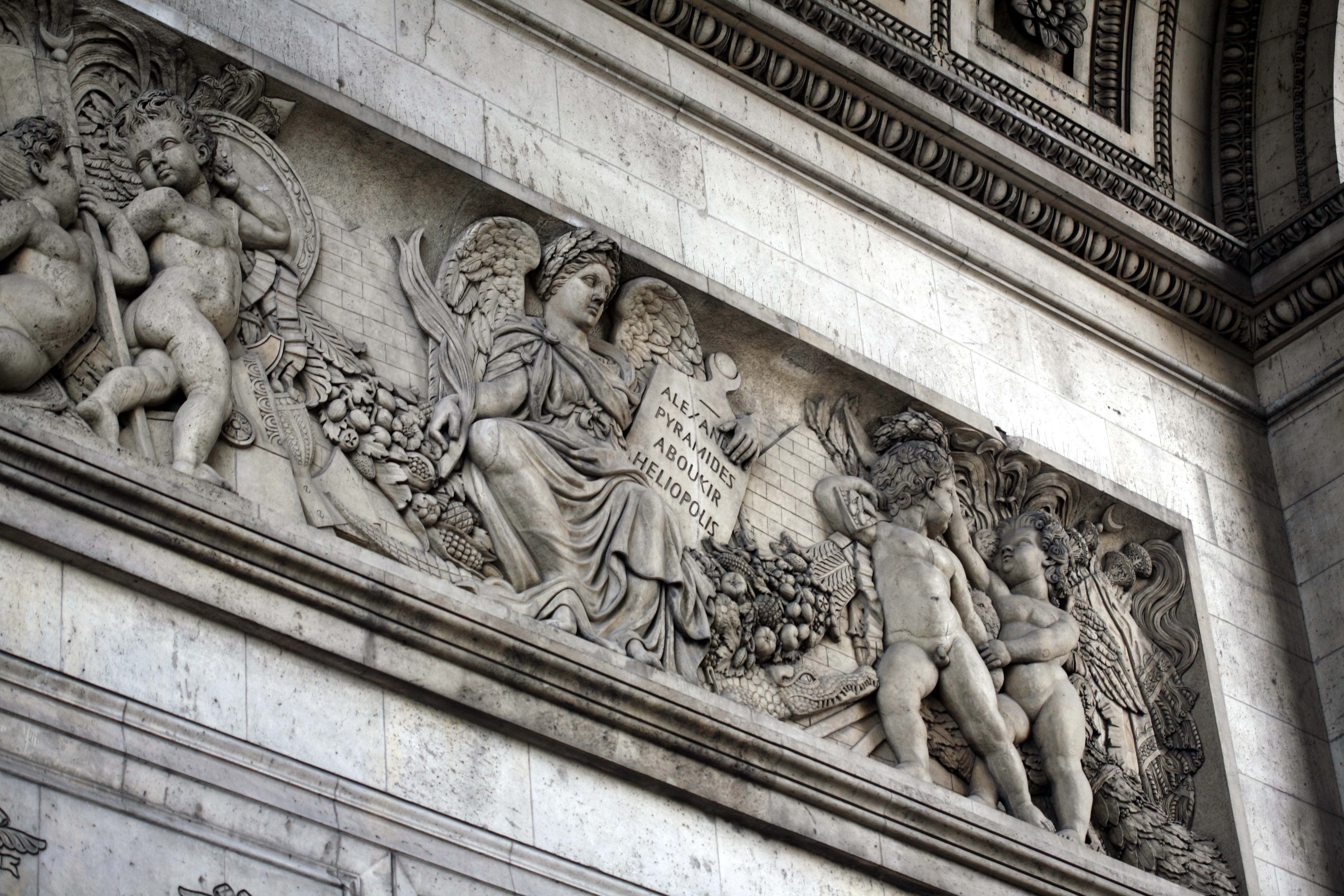
Tablette indiquant les noms des batailles d'Alexandrie, des Pyramides, d'Aboukir et d'Héliopolis, sculptée dans le bas-relief représentant les Attributs des victoires de l'Est (face intérieure du pilier est).

|  | Pilier nord |  | Pilier est |  | Pilier sud |  | Pilier ouest |  |
|  | ----------- |  | ---------- |  | ---------- |  | ------------ |  |
|  | •           |  | •          |  | •          |  | •            |  |
|  | AUSTERLITZ  |  | ALEXANDRIE |  | MARENGO    |  | JEMMAPES     |  |
|  | IENA        |  | PYRAMIDES  |  | RIVOLI     |  | FLEURUS      |  |
|  | FRIEDLAND   |  | ABOUKIR    |  | ARCOLE     |  | •            |  |
|  | ULM         |  | HELIOPOLIS |  | LODI       |  |              |  |
|  | WAGRAM      |  | •          |  | •          |  |              |  |
|  | EYLAU       |  |            |  |            |  |              |  |
|  | •           |  |            |  |            |  |              |  |

### Bas-reliefs extérieurs

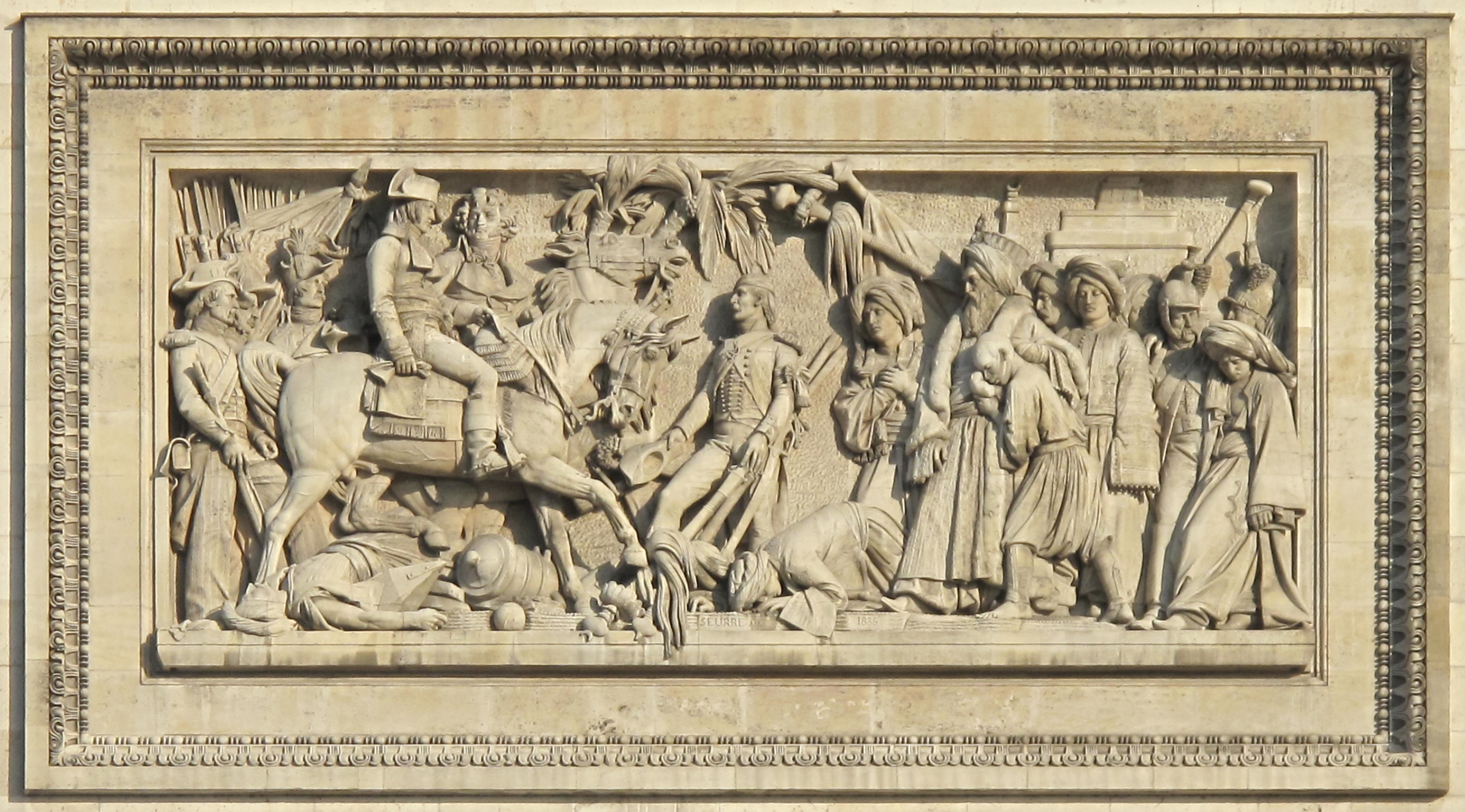
Avenue des Champs-Élysées (gauche) : Bataille d'Aboukir.
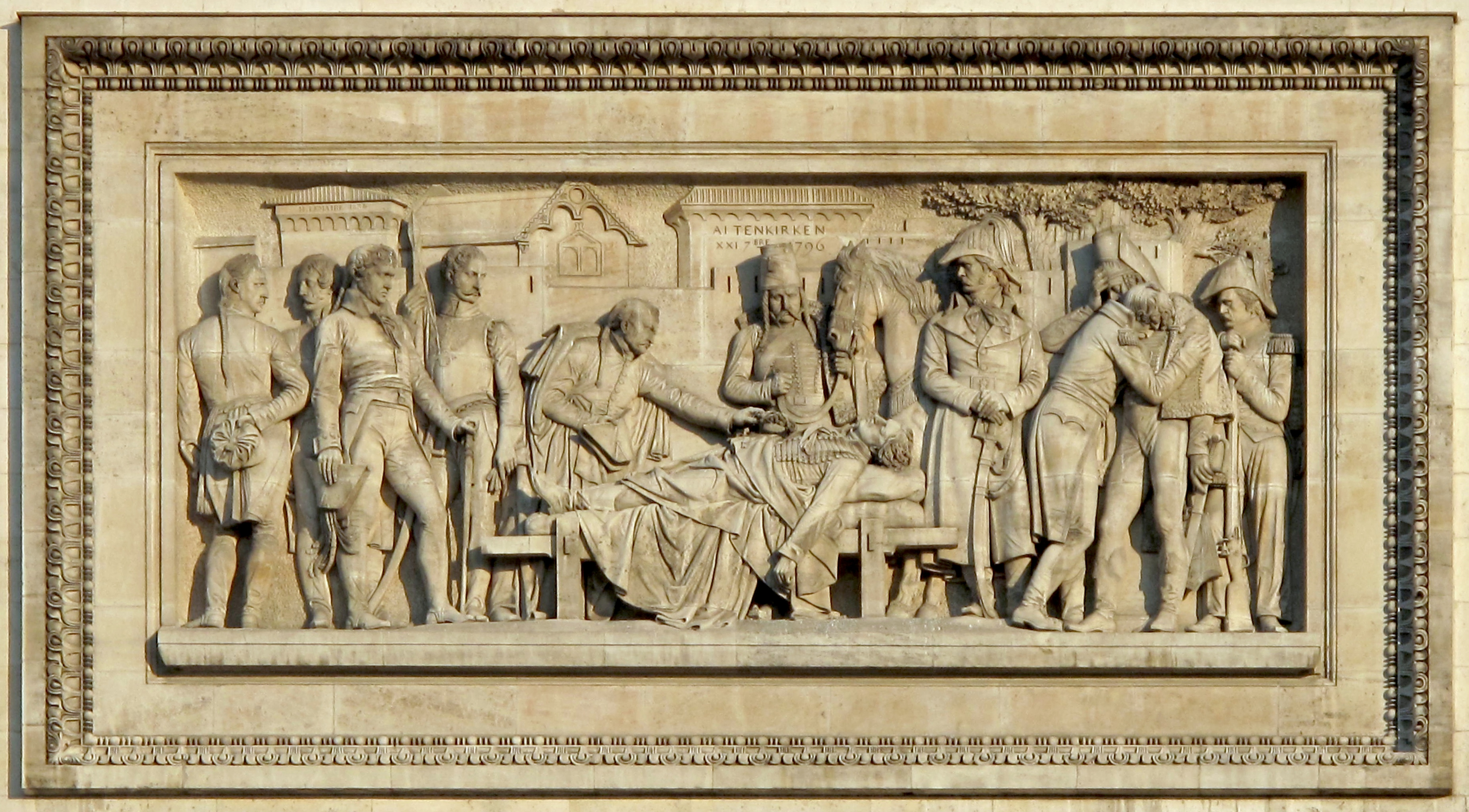
Avenue des Champs-Élysées (droite) : Funérailles du général Marceau.
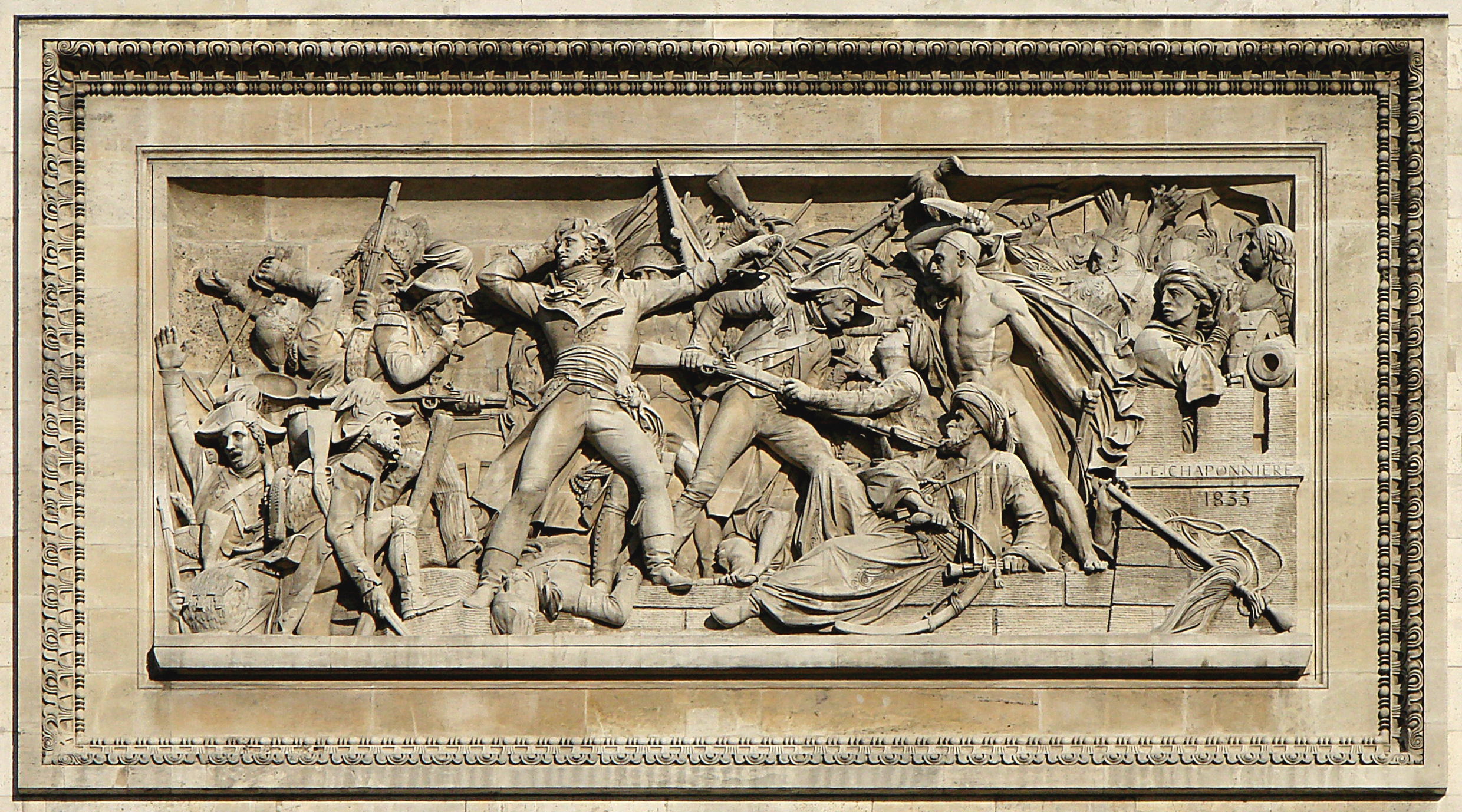
Avenue de la Grande-Armée (gauche) : Prise d'Alexandrie.
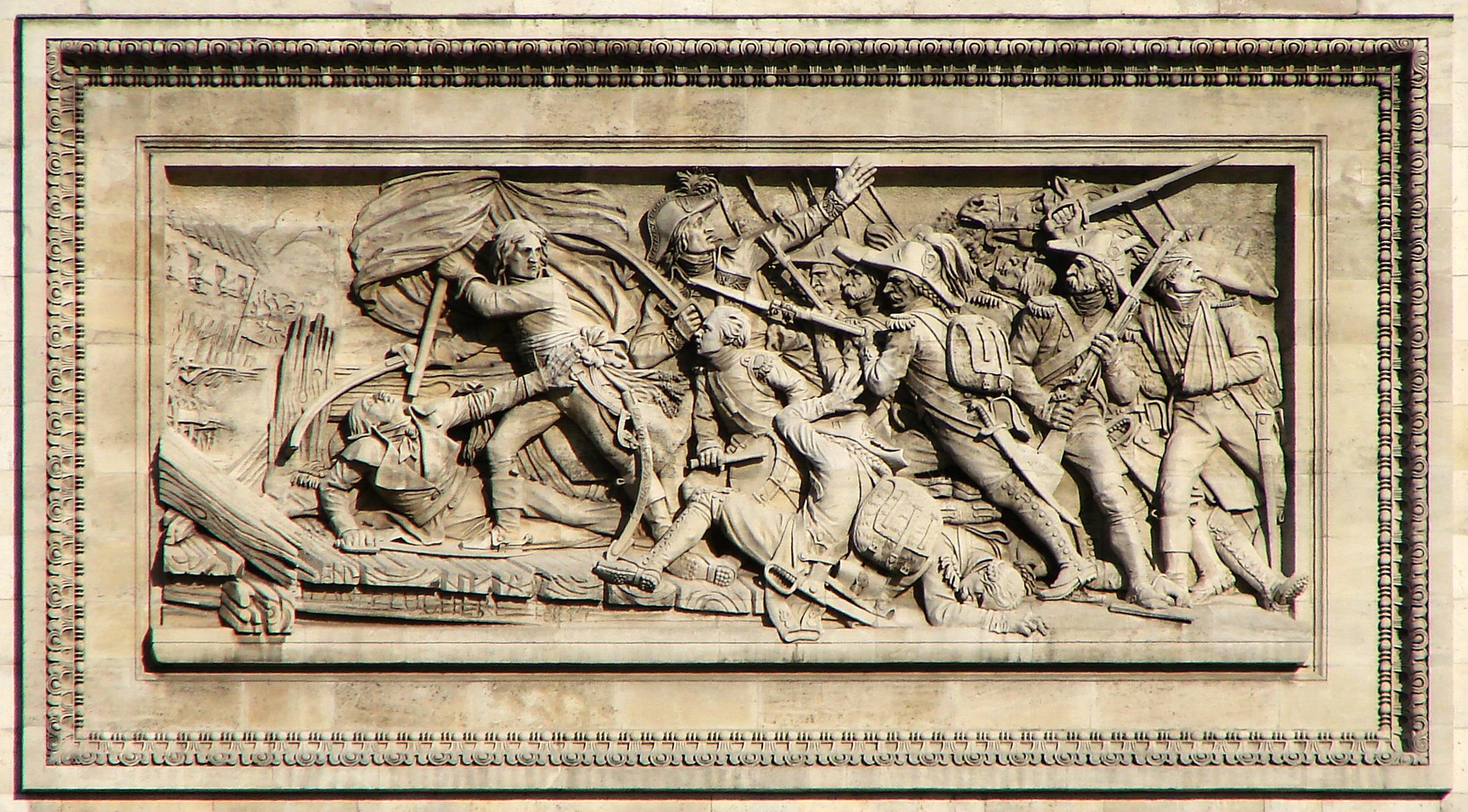
Avenue de la Grande-Armée (droite) : Bataille du pont d’Arcole.

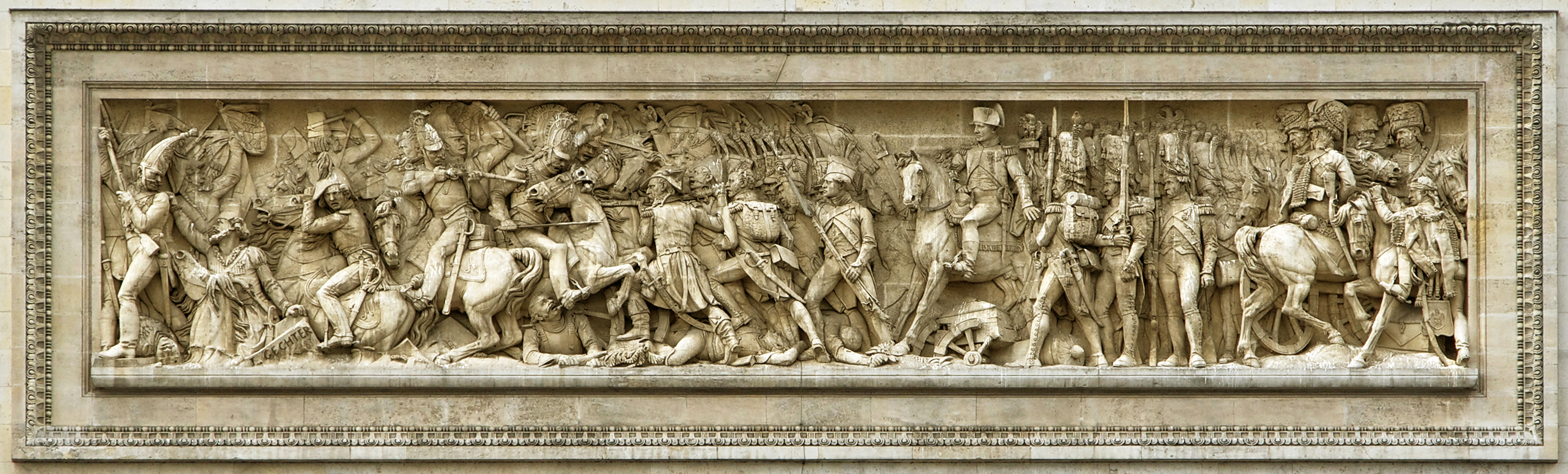
Avenue de Wagram : Bataille d'Austerlitz.
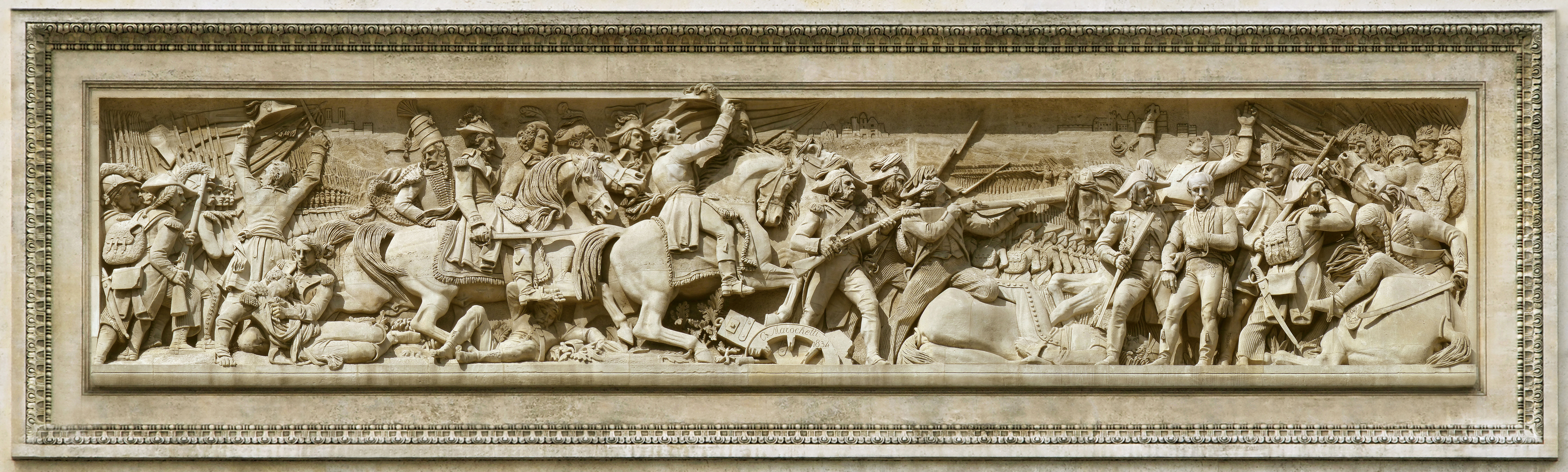
Avenue Kléber : Bataille de Jemappes.

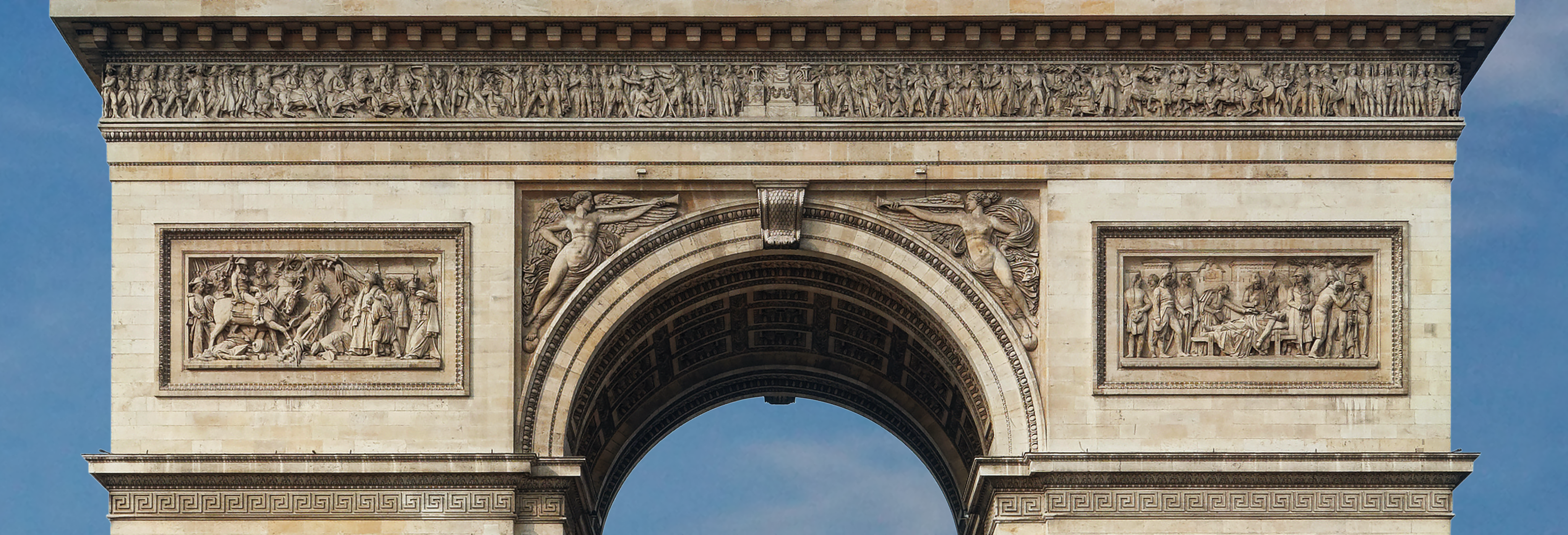
Bas-reliefs extérieurs, représentant la bataille d'Aboukir (à gauche) et les funérailles du général Marceau (à droite), sur la face sud du monument (avenue des Champs-Élysées).

|  | Bas-relief gauche | Avenue des Champs-Élysées | Bas-relief droit |  |
|  | ABOUKIR           |                           | MARCEAU          |  |
|  |                   | •                         |                  |  |
|  |                   | Avenue de Wagram          |                  |  |
|  |                   | AUSTERLITZ                |                  |  |
|  |                   | •                         |                  |  |
|  | Bas-relief gauche | Avenue de la Grande-Armée | Bas-relief droit |  |
|  | ALEXANDRIE        |                           | ARCOLE           |  |
|  |                   | •                         |                  |  |
|  |                   | Avenue Kléber             |                  |  |
|  |                   | JEMMAPES                  |                  |  |
|  |                   | •                         |                  |  |

## Liste alphabétique
- Haut – A
- B
- C
- D
- E
- F
- G
- H
- I
- J
- K
- L
- M
- N
- O
- P
- Q
- R
- S
- T
- U
- V
- W
- X
- Y
- Z

### A
- ABOUKIR : Attique (avenue des Champs-Élysées), Bas-relief (pilier est), Bas-relief (avenue des Champs-Élysées).
- ADIGE : Petites arcades (pilier sud).
- ALBA DE TORMÈS : Grandes arcades (pilier ouest).
- ALDENHOVEN : Grandes arcades (pilier nord).
- ALEXANDRIE : Bas-relief (pilier est), Bas-relief (avenue de la Grande-Armée).
- ALKMAER : Attique (avenue des Champs-Élysées).
- ALMEIDA : Grandes arcades (pilier ouest).
- ALMONACID : Grandes arcades (pilier ouest).
- ALTENKIRCHEN : Grandes arcades (pilier nord).
- AMBERG : Grandes arcades (pilier nord).
- ARCOLE : Attique (avenue des Champs-Élysées), Bas-relief (pilier sud), Bas-relief (avenue de la Grande-Armée).
- ARLON : Grandes arcades (pilier nord).
- ASTORGA : Petites arcades (pilier ouest).
- AUSTERLITZ : Attique (avenue de la Grande-Armée), Bas-relief (pilier nord), Bas-relief (avenue de Wagram).

### B
- BADAJOZ : Grandes arcades (pilier ouest).
- BAMBERG : Grandes arcades (pilier nord).
- BASSANO : Grandes arcades (pilier sud).
- BASSIGNANO : Grandes arcades (pilier sud).
- LE BASTAN : Grandes arcades (pilier ouest).
- BAUTZEN : Attique (avenue de la Grande-Armée).
- BERG-OP-ZOOM : Petites arcades (pilier nord).
- BIBERACH : Grandes arcades (pilier nord).
- LE BOULOU : Grandes arcades (pilier ouest).
- BRESLAW : Petites arcades (pilier nord).
- BURGOS : Grandes arcades (pilier ouest).

### C
- CAIRE : Petites arcades (pilier est).
- CALDIERO : Grandes arcades (pilier sud).
- CAPRÉE : Petites arcades (pilier est).
- CASTEL FRANCO : Grandes arcades (pilier sud).
- CASTIGLIONE : Attique (avenue des Champs-Élysées).
- CHAMPAUBERT : Petites arcades (pilier est).
- CHEBREISSE : Grandes arcades (pilier sud).
- CIUDAD-RODRIGO : Grandes arcades (pilier ouest).
- LA COROGNE : Grandes arcades (pilier ouest).
- COURTRAI : Grandes arcades (pilier nord).

### D
- DANTZIG : Grandes arcades (pilier est).
- DEGO : Grandes arcades (pilier sud).
- DIERNSTEIN : Grandes arcades (pilier est).
- DIERSHEIM : Petites arcades (pilier nord).
- DIETIKON : Grandes arcades (pilier sud).
- DRESDE : Attique (avenue de la Grande-Armée).
- DUSSELDORF : Petites arcades (pilier nord).

### E
- ECKMULH : Grandes arcades (pilier est).
- ELCHINGEN : Grandes arcades (pilier est).
- ENGEN : Grandes arcades (pilier nord).
- ESLING : Attique (avenue de la Grande-Armée).
- ESPINOSA : Grandes arcades (pilier ouest).
- ETLINGEN (en) : Grandes arcades (pilier nord).
- EYLAU : Grandes arcades (pilier est), Bas-relief (pilier nord).

### F
- FLEURUS : Attique (avenue des Champs-Élysées), Bas-relief (pilier ouest).
- FRIEDBERG : Grandes arcades (pilier nord).
- FRIEDLAND : Attique (avenue de la Grande-Armée), Bas-relief (pilier nord).
- FUENTE D'OŨORO : Petites arcades (pilier ouest).

### G
- GAETE : Grandes arcades (pilier sud).
- GEBORA : Grandes arcades (pilier ouest).
- GEISBERG : Petites arcades (pilier est).
- GENES : Grandes arcades (pilier sud).
- GIRONE : Petites arcades (pilier ouest).
- GRAND PORT : Petites arcades (pilier nord).
- GRATZ : Petites arcades (pilier est).
- GUNTZBOURG : Grandes arcades (pilier est).

### H
- HALLE : Grandes arcades (pilier est).
- HANAU : Attique (avenue Kléber).
- HEILSBERG : Grandes arcades (pilier est).
- HELIOPOLIS : Attique (avenue de Wagram), Bas-relief (pilier est).
- HOCHSTETT : Grandes arcades (pilier nord).
- HOHENLINDEN : Attique (avenue de Wagram).
- HOLLABRUNN : Grandes arcades (pilier est).
- HONDSCHOOTTE : Grandes arcades (pilier nord).

### I
- IENA : Attique (avenue de la Grande-Armée), Bas-relief (pilier nord).

### J
- JAFFA : Petites arcades (pilier est).
- JEMMAPES : Attique (avenue des Champs-Élysées), Bas-relief (pilier ouest), Bas-relief (avenue Kléber).

### K
- KEHL : Grandes arcades (pilier nord).
- KRASNOÉ : Grandes arcades (pilier est).

### L
- LANDAU : Grandes arcades (pilier nord).
- LANDSHUT : Grandes arcades (pilier est).
- LERIDA : Grandes arcades (pilier ouest).
- LIGNY : Attique (avenue Kléber).
- LILLE : Grandes arcades (pilier nord).
- LOANO : Grandes arcades (pilier sud).
- LODI : Attique (avenue des Champs-Élysées), Bas-relief (pilier sud).
- LUBECK : Grandes arcades (pilier est).
- LUTZEN : Attique (avenue de la Grande-Armée).
- LUXEMBOURG : Petites arcades (pilier nord).

### M
- MADRID : Petites arcades (pilier sud).
- MAESTRICHT : Grandes arcades (pilier nord).
- MANTOUE : Grandes arcades (pilier sud).
- MARENGO : Attique (avenue de Wagram), Bas-relief (pilier sud).
- MARIA-BELCHITE : Grandes arcades (pilier ouest).
- MEDELLIN : Grandes arcades (pilier ouest).
- M. DEL RIOSECO : Petites arcades (pilier ouest).
- MEQUINENZA : Petites arcades (pilier sud).
- MILLESIMO : Grandes arcades (pilier sud).
- LE MINCIO : Grandes arcades (pilier sud).
- M.JAROSLAWIETZ : Petites arcades (pilier nord).
- MOESKIRCH : Grandes arcades (pilier nord).
- MOHILEW : Grandes arcades (pilier est).
- MONDOVI : Grandes arcades (pilier sud).
- MONTAGNE NOIRE : Petites arcades (pilier sud).
- MONTEBELLO : Grandes arcades (pilier sud).
- MONTENOTTE : Attique (avenue des Champs-Élysées).
- MONTEREAU : Attique (avenue Kléber).
- MONTMIRAIL : Attique (avenue Kléber).
- MONT THABOR : Grandes arcades (pilier sud).
- MOSKOWA : Attique (avenue de la Grande-Armée).
- MUTTA THAL : Grandes arcades (pilier sud).

### N
- NAPLES : Petites arcades (pilier sud).
- NERESHEIM : Grandes arcades (pilier nord).
- NEUWIED : Grandes arcades (pilier nord).

### O
- OCANA : Grandes arcades (pilier ouest).
- OLIVENZA : Petites arcades (pilier ouest).
- OPORTO : Petites arcades (pilier ouest).
- OSTROLENKA : Grandes arcades (pilier est).

### P
- PESCHIERA : Petites arcades (pilier est).
- LA PIAVE : Petites arcades (pilier sud).
- PLAISANCE : Petites arcades (pilier sud).
- POLOTZK : Grandes arcades (pilier est).
- POZZOLO : Petites arcades (pilier sud).
- PRENTZLOW : Grandes arcades (pilier est).
- PULTUSK : Grandes arcades (pilier est).
- LES PYRAMIDES : Attique (avenue des Champs-Élysées), Bas-relief (pilier est).

### R
- RAAB : Grandes arcades (pilier est).
- RAGUSE : Grandes arcades (pilier sud).
- RASTADT : Grandes arcades (pilier nord).
- RATISBONNE : Grandes arcades (pilier est).
- RIVOLI : Attique (avenue des Champs-Élysées), Bas-relief (pilier sud).
- ROSES : Petites arcades (pilier ouest).
- ROVEREDO : Grandes arcades (pilier sud).

### S
- SAALFELD : Grandes arcades (pilier est).
- SAGONTE : Grandes arcades (pilier ouest).
- SAN GIULIANO : Grandes arcades (pilier sud).
- SARRAGOSSE : Grandes arcades (pilier ouest).
- SCHLIENGEN : Grandes arcades (pilier nord).
- SEDIMAN : Grandes arcades (pilier sud).
- SMOLENSKO : Grandes arcades (pilier est).
- SOMO SIERRA : Attique (avenue de la Grande-Armée).
- C. DE SPRIMONT : Petites arcades (pilier est).
- ST GEORGES : Grandes arcades (pilier sud).

### T
- TAGLIAMENTO : Grandes arcades (pilier sud).
- TARRAGONE : Grandes arcades (pilier ouest).
- TORTOSE : Grandes arcades (pilier ouest).
- TOULOUSE : Petites arcades (pilier ouest).
- TOURCOING : Grandes arcades (pilier nord).
- TUDELA : Grandes arcades (pilier ouest).

### U
- UCLEZ : Grandes arcades (pilier ouest).
- ULM : Attique (avenue de la Grande-Armée), Bas-relief (pilier nord).

### V
- VALENCE : Grandes arcades (pilier ouest).
- VALLS : Grandes arcades (pilier ouest).
- VALMY : Attique (avenue des Champs-Élysées).
- VALONTINA : Grandes arcades (pilier est).
- LE VAR : Grandes arcades (pilier sud).
- VIQUE : Grandes arcades (pilier ouest).

### W
- WAGRAM : Attique (avenue de la Grande-Armée), Bas-relief (pilier nord).
- WATTIGNIES : Grandes arcades (pilier nord).
- WEISSEMBOURG : Grandes arcades (pilier nord).
- WERTINGEN : Grandes arcades (pilier est).
- WURSCHEN : Grandes arcades (pilier est).

### Y
- YPRES (en) : Petites arcades (pilier nord).

### Z
- ZURICH : Attique (avenue de Wagram).